# Turanizmus

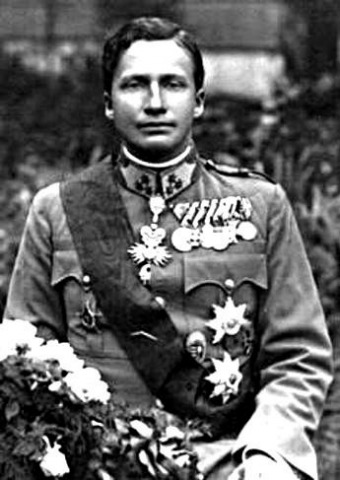
Habsburg József Ferenc főherceg, a Magyar Turáni Társaság első fővédnöke

A turanizmus, turánizmus vagy az úgynevezett turáni gondolat az úgynevezett turáni népek közös eredetének és mai összetartozásának eszméje. A turanizmus eszméje, amely a romantikus nacionalizmus egy fajtája, a tizennyolcadik században megjelent nagynémet, pángermán és pánszláv ideológiák hatásainak ellensúlyozására született meg a tizenkilencedik század első felében Finnországban, a finn nacionalista fennofil és fennomán mozgalomban. Úttörője a finn nacionalista nyelvész, Matthias Alexander Castrén, aki az urál-altaji népek faji egységét és eljövendő nagyságát hirdette. Arra a következtetésre jutott, hogy a finnek Közép-Ázsiából származnak, és nem csupán egy apró, elszigetelt népet alkotnak, hanem egy nagyobb közösség részei, amelybe olyan népek tartoznak, mint a magyarok, a törökök, a mongolok stb. A turanizmus vagy pán-turanizmus innen terjedt el a finnek rokon nyelvű népeinél, így Magyarországon és Törökországban is. A két világháború között több országban, például Törökországban, Japánban és Magyarországon is politikai támogatást kapott.
Turán mint tudományos kifejezés egy földrajzi hely, a Turáni-alföld nevéből származik. A Turán, turáni kifejezéseket a tizennyolcadik századtól kezdve széles körben használták az európai tudományos irodalomban Közép-Ázsia megnevezésére. Az európai tudósok a kifejezést Abu al-Ghazi Bahadur történeti munkáiból kölcsönözték; Shajare-i Türk (A törökök családfája) című könyvének magyarázatokkal ellátott angol nyelvű kiadása 1729-ben jelent meg és gyorsan az európai tudósok sűrűn használt forrásává vált.
Magyarországon 1910-ben alakult meg a Turáni Társaság (alcímében Magyar Ázsiai Társaság), amely a keleti gyökerek kutatásával a nemzettudatot kívánta erősíteni. A Turáni Társaság katalizátora volt a két világháború közötti Távol-Kelet iránti érdeklődésnek. Tudós tagjainak – Cholnoky Jenő geográfus, Ligeti Lajos nyelvész, Felvinczi Takács Zoltán művészettörténész és mások – kelettel kapcsolatos kutatásai a korszak tudományos élvonalába tartoztak.
Bár a turanizmus szerepe a szélsőjobb ideológiák kifejlődésében elhanyagolható volt, a második világháború utáni kommunista-szocialista korszakban nacionalista jellege miatt megbélyegezték és tiltották.
A turanista mozgalom Sárközy Miklós iranista, történész véleménye szerint mindenféle népet egybe boronált a koreaiaktól a párthusokon, a törökségen, az amúgy máig ismeretlen nyelvű hunokon át a magyarokig. Azonban a turanizmus sem tudományos irányzatként, sem népszerű mozgalomként nem volt egynemű és egységes. Több tudományos elképzelés, elmélet is született a magyarság múltjával kapcsolatban, ezek az elméletek pedig kidolgozottságukban és tudományos színvonalukban jelentős eltéréseket mutatnak és olykor egymásnak is élesen ellentmondó állításokat tettek. Épp ezért nem lehet és nem is szabad az egész irányzatot egységesként kezelni, hisz csak egyetlen dolog volt, amiben mindannyian megegyeztek; a magyarok büszkék lehetnek ázsiai gyökereikre és örökségükre, mert olyan örökség ez, ami megőrzésre méltó.

## Eredete, fejlődése
A turánizmus kialakulása a 17. században, a mai értelemben vett európai tudományosság születésével vette kezdetét. Fontos forrása volt a nyelvészet, pontosabban az összehasonlító nyelvészet ekkoriban kibontakozó tudománya. A németalföldi filozófus, Marcus Zuerius van Boxhorn, és a német gondolkodó, Gottfried Wilhelm Leibniz nyelvészeti elméletei adták a népek és nyelvek eredetére irányuló modern tudományos kutatások alapját. Boxhorn úgy vélte, hogy az európai és indoiráni nyelvek mind egyetlen közös ősnyelvből erednek, amit ő „szkítának” nevezett, az ázsiai puszták nomád, lovas harcosai után. Azonban az ősnyelvekről elmélkedő tudósoknak szembe kellett nézniük a kor közvélekedésével, miszerint a Biblia alapján a héber volt az emberiség őseredeti nyelve. Leibniz a bibliai elméletet cáfoló munkákat közölt, és Boxhornnak a szkíta ősnyelvről szóló elméletét támogatta.
„Az Ázsiának és Amerikának addigalé ismeretlen népeiről és nyelveiről szóló információ olyan tudósok kezébe jutott, mint Gottfried Leibniz, aki felismerte, hogy nincs jobb módszer 'a föld különféle népei rokonságának és eredetének meghatározására, mint nyelveik összevetése'. Azért, hogy a lehető legtöbb nyelvet leszármazási csoportok szerint osztályozhassák, Leibniz azt javasolta, minden újonnan leírt nyelvből hasonló anyagot gyűjtsenek. Evégre azt kérte, hogy a felfedezők vagy jól ismert keresztény imák, például a Miatyánk szövegét szerezzék meg, vagy, ami még jobb, »közönséges dolgoknak szavait« (vocabula rerum vulgarium), amiknek mintajegyzékét a turkológus D. Podestához írott egyik leveléhez csatolta (Leibniz 1768/1989b). A szójegyzék számneveket, rokonsági fogalmakat, testrészeket, alapvető szükségletek (étel, ital, fegyverek, háziállatok), természeti jelenségek (isten, égi és időjárási jelenségek, földrajzi jellegzetességek, vadállatok) neveit és tucatnyi egyéb szót (enni, inni, szólni, látni stb.) tartalmazott. Leibniz különösen érdeklődött az Orosz Birodalom déli és keleti terjeszkedése iránt, az ő elképzelésén alapuló jegyzékeket gyűjtöttek a cárok által a nemrégiben uralmuk alá hajtott területek és a határos földeken élő népek tanulmányozására indított kutatóutakon.” 
Leibniz felismerte, hogy a sémi nyelvek, mint a héber és az arab, és némely európai nyelvek, mint a számi, finn és magyar nem ahhoz a nyelvcsaládhoz tartoznak, amelyhez Európa legtöbb nyelve. Feltette a magyar és a finnségi nyelvek közti kapcsolatot. A magyarok eredeti hazáját a Volga és a Kaszpi-tenger tájára helyezte.
Ezek az elméletek óriási hatással voltak a népek és nyelvek eredetének, így a magyar nép és nyelv eredetének kutatására is. Mindkét, a magyarok népének és nyelvének eredetére vonatkozó főbb elképzelés, a türk eredetről szóló és a finnugor eredetről szóló egyaránt innen eredeztetheti tudományos gyökereit. Az ázsiai népek és nyelvek megismerését nagyban segítették a korai utazók beszámolói és tudományos munkái (például a svéd Philip Johan von Strahlenberg Das Nord-und Ostliche Theil von Europa und Asia című munkája, amely a tudósok figyelmét a finn-magyar kapcsolat felé fordította), azonban e nyelvek kutatását igen megnehezítette a nyelvemlékek szinte teljes hiánya. Néhány kivételtől eltekintve e nyelvek nem rendelkeztek írásbeliséggel, s még a létező ujgur, mongol és török írott emlékek is szinte teljességgel ismeretlenek és hozzáférhetetlenek voltak az európai kutatók számára.

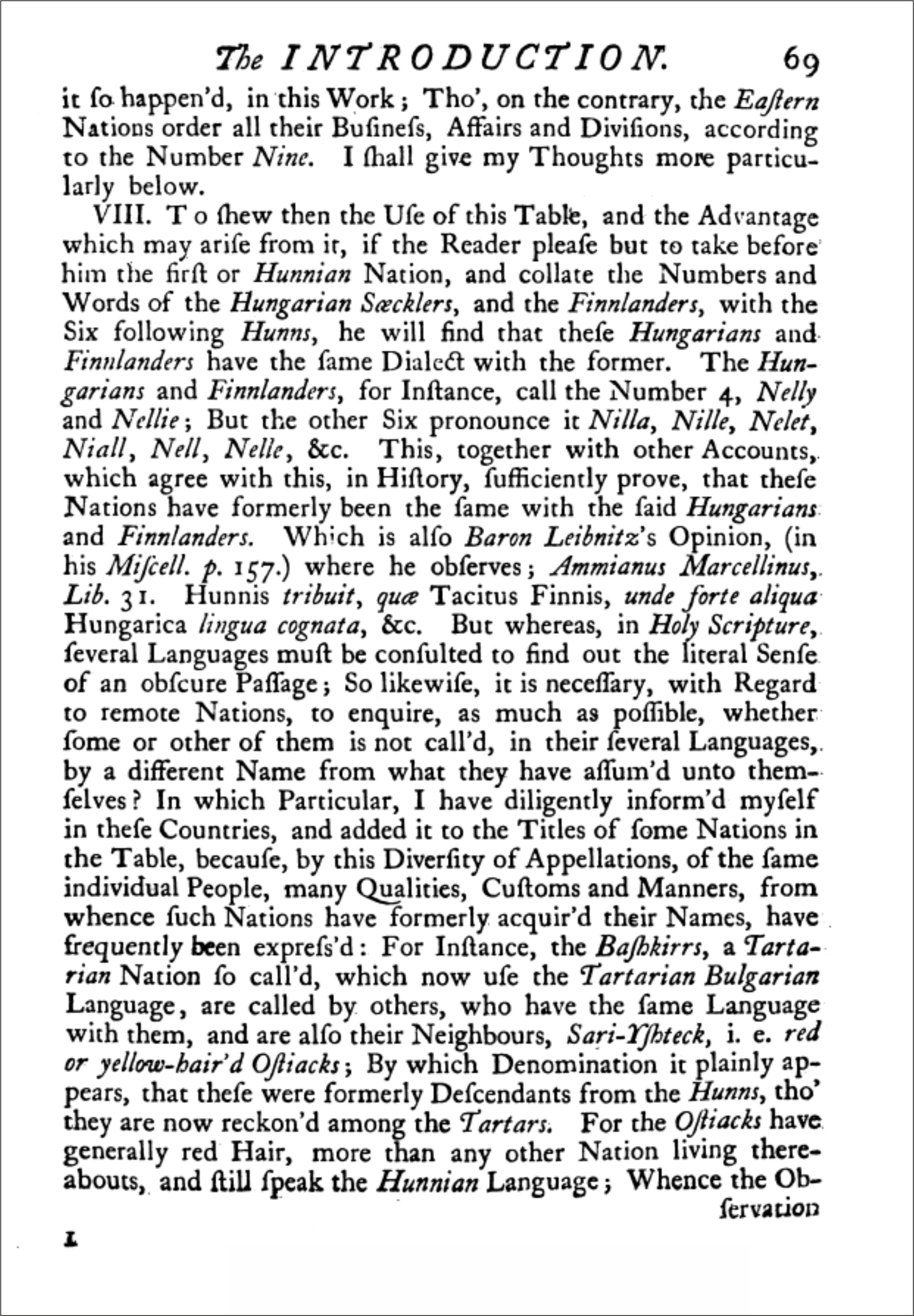
Philipp Johann von Strahlenberg a finn és magyar nyelv rokonságáról „An historico-geographical description of the north and east parts of Europe and Asia” című, 1738-ban Londonban megjelent munkájában

A manapság finnugornak nevezett nyelvek közül is csupán a magyar bír komolyabb múltra visszatekintő írásbeliséggel, és e nyelvemlékek is a magyar honfoglalás után keletkeztek. Régebbi nyelvemlékeink szilánkosak és kevesek, ami maradt, nem több, mint néhány idegen nyelvű szövegekben megőrzött személynév, méltóságnév és helynév. A középkori krónikairodalom (például a Gesta Hungarorum és a Gesta Hunnorum et Hungarorum) megőrizte, még ma is élő magyar történeti hagyomány a magyarság legközelebbi rokonainak a török népeket tekintette. Így nem csoda, hogy más érdemi források híján e hagyomány szolgált a magyar nép születésére vonatkozó tudományos vizsgálatok kiindulópontjaként, Magyarországon és külföldön egyaránt.
Valójában a türk származás elmélete jobban illeszkedett a magyar hagyományhoz (a gesztákhoz és krónikákhoz), és a történeti forrásokhoz (például VII. Kónsztantinosz bizánci császár A birodalom kormányzásáról című munkájához és Bölcs Leó Taktika című munkájához), a magyar és a türk nyelvek közti nyelvi hasonlóság pedig elég szembeszökő és egyértelmű, ezért a magyar-türk rokonságot nemigen vonták kétségbe. Azonban ez nem zárta ki, hogy a magyart más nyelvekkel is kapcsolatba hozzák.

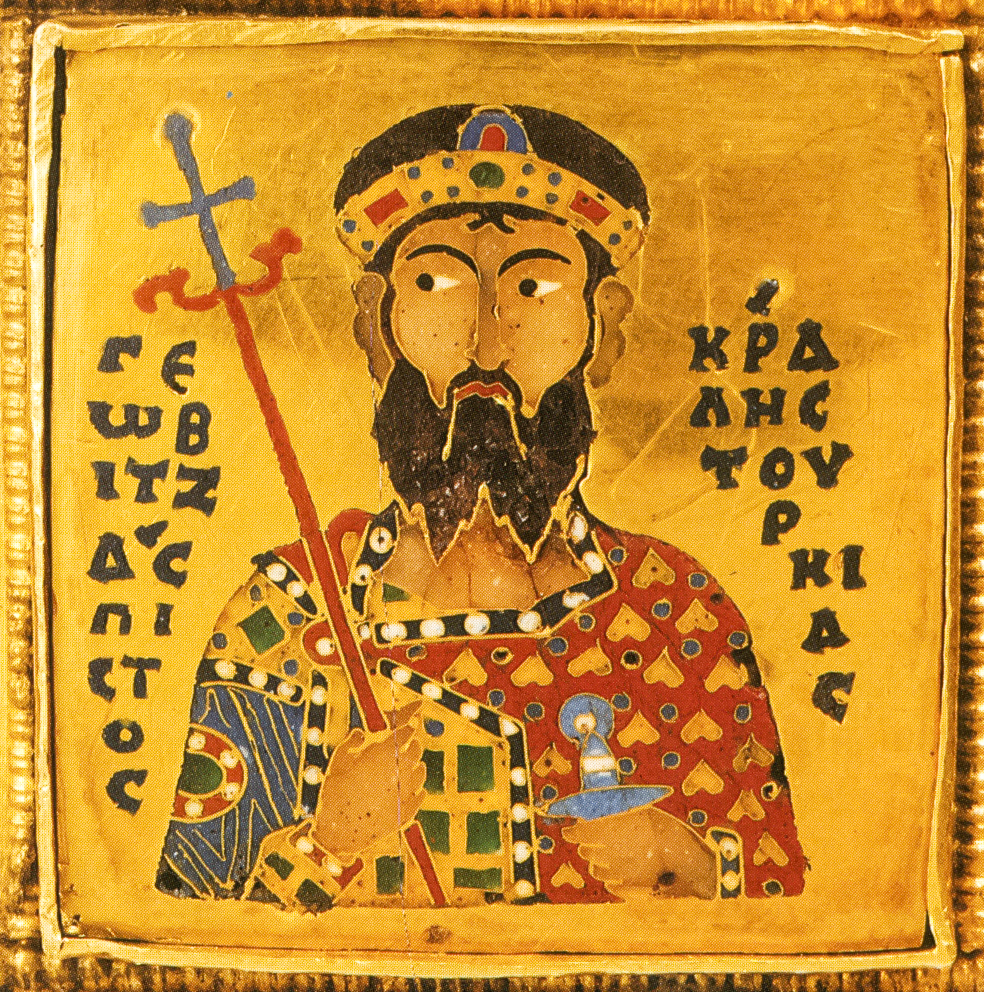
"Гєωβιτzас Пιсτос Κρаλңс Τоυрхιас, azaz "Géza, Türkia hithű királya". Zománckép a Szent Koronán, a 11. századból

Azonban a nyelvészet tudománya sem vonhatta ki magát a kor politikai eseményeinek és társadalmi változásainak, átalakuló bölcseleti eszmerendszereinek hatása alól. Nacionalizmus, felvilágosodás, idealizmus, romantika – kulcsszavak mind a nyelvészet, mind a turánizmus történetének megértéséhez.
Az újkori nacionalizmus Angliában és Franciaországban született, együtt az abszolút monarchiával és erősen központosított állammal és a vele járó központosított bürokráciával. Walesben az Angliával történő egyesülésről szóló 1536-os egységesítési törvény tette az angolt hivatalos közigazgatási nyelvvé. Franciaországban az 1539-ben kiadott Villers-cotterêts-i rendelet nyelvileg is egységesítette a közigazgatást, a Párizs környéki francien nyelvváltozatot hivatalossá téve, kiszorítva a használatból más nyelveket, így a Dél-Franciaország nagy részén beszélt, komoly műveltségi értékekkel bíró okcitánt is. A rendelet szavaival: „... en langaige maternel françois et non autrement” (a francia anyanyelven, s nem máson) bonyolódtak eztán a hivatalos ügyek. Mindez jól jelzi a politikai és műveltségi nemzet fogalmának átalakulását, a nyelv (anyanyelv, nemzeti nyelv, államnyelv) értékének és szerepének rendkívül hangsúlyossá válását. Az angol és francia példát több-kevesebb késéssel minden európai állam mintaként követte.
Az ezzel egyidejűleg zajló keresztény reformáció Európa addigi látszólagos keresztényi egységének felbomlásához vezetett és a hitélet nyelvének megváltoztatásával tovább erősítette a nemzeti nyelvek fontosságát.
Ettől kezdve hosszú időre a nemzeti és felekezeti törésvonalak menti szembenállás határozta meg Európa történelmét.
Az angol és francia példa hosszútávú sikerén felbuzdulva az európai uralkodók lelkes másolásba kezdtek (leszámítva persze a terhessé vált uralkodók lefejezésére vonatkozó részt), Poroszország a protestáns német államokat kívánta egyesíteni, a Habsburgok saját soknyelvű birodalmukat kívánták a német nyelv és a katolicizmus égisze alatt egységesíteni és központosítani.
Ezek a változások tükröződtek a kor bölcseleti és tudományos gondolkodásában is. Hobbes, Leibniz, Montesquieu, Rousseau, az enciklopédisták, Herder, Kant, Fichte, Schelling és Hegel munkája nyomán a világ egy sokkal gépiesebb és kiszámíthatóbb hellyé vált, ahol örök elvek alapján zajlik minden, ahol a népekben, nemzetekben testet öltött eszme vívja örök történeti harcát. A társadalomtudományok közt jó időre a nyelvészet, a néprajz és a történettudomány foglalta el a főhelyet, s a tudomány gyakorta szolgált ki politikai célokat és érdekeket.
A nagy népek és államok nacionalista, egységesítő és terjeszkedő törekvései persze sérelmesek voltak a kisebbek számára, így a vélt vagy valós nyelvi és leszármazási rokonságra alapozva megindult a szövetségesek keresése. A németeknél megszületett a pán-germanizmus, mely a nyelvi közösség, a közös műveltség és eredet alapján kívánta egyesíteni a német ajkú országokat, népeket. Ez persze sérelmes volt az említett országok nem német (elsősorban szláv nyelvű) lakosságának számára. Azonban a szláv népek közt nem állt fenn műveltségi egység, hagyományaikban, felekezeti kötődéseikben nagy különbségek voltak. Így a szláv népek pán-szláv mozgalma elsődlegesen a nyelvi közösségre helyezte a hangsúlyt.

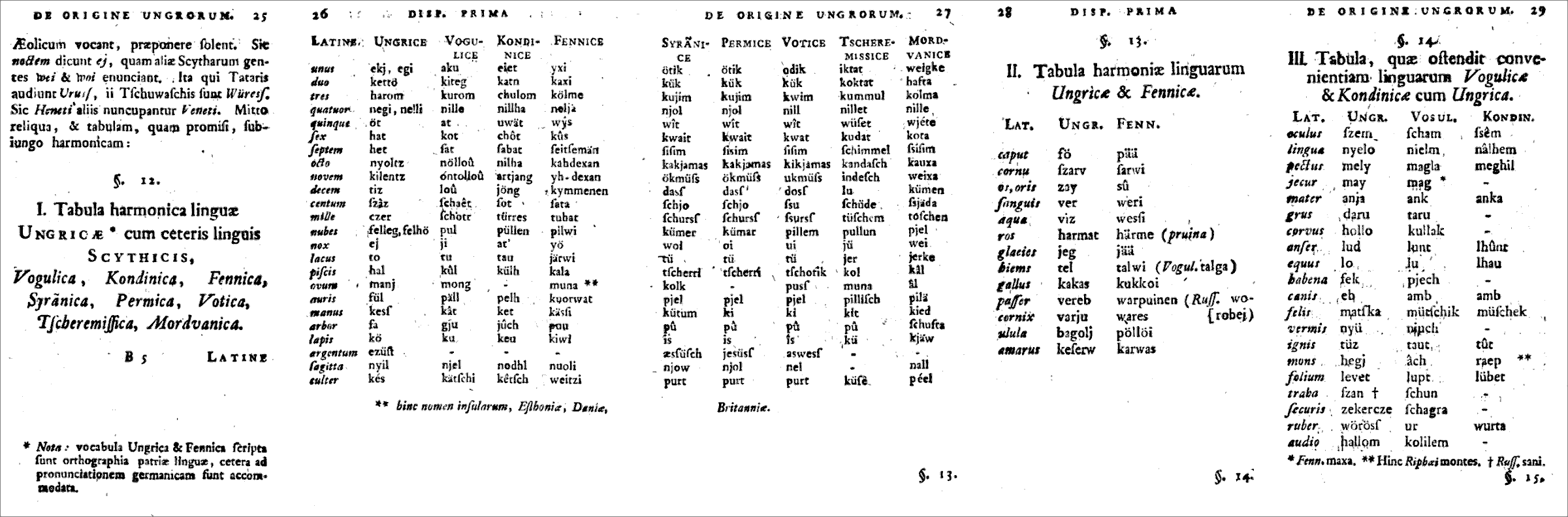
A magyar és a szkíta nyelvek szavainak táblázatos összevetése Johann Eberhard Fischer 1770-ben megjelent Qvaestiones Petropolitanae, De origine Ungrorum című munkájában

Ez volt hát az a történelmi-társadalmi keret, amely a nyelvtudomány fejlődését meghatározta. Ennek ellenére a „törökös” és „ugoros” elmélet követői békésen éltek együtt, s az elméleteket a tudomány előrehaladásával finomították. (Valójában a két elmélet összetartott és közeledett egymáshoz.) Johann Eberhard Fischer (1697-1771) német történész és nyelvkutató, aki részt vett a Nagy északi expedícióként ismertté vált cári kutatóúton (1733-1743), 1770-ben megjelent művében a magyart az általa "szkítának" nevezett nyelvekkel és népekkel (a finnekkel, komikkal, udmurtokkal, vótokkal, marikkal, mordvinokkal, manysikkal és hantikkal) rokonította, az ugorokat (az ő elnevezésével jugorok, a manysik és hantik) a magyarok legközelebbi rokonainak, tulajdonképp hátramaradt magyaroknak tekintette, s őket a Kína nyugati határán élő, török nyelvű ujguroktól eredeztette. A Fischer által Göttingában meghonosított ujgur rokonsági elképzelés később fontos szerepet játszott az ott tanuló Kőrösi Csoma Sándor ama döntésében, hogy az ujgurokhoz induljon rokonságkeresőbe. Később olyan nyelvészek, mint Rasmus Christian Rask, Wilhelm Schott (1802-1889) és Matthias Alexander Castrén felismerték a finnugor és altaji nyelvek közti hasonlóságokat és kapcsolatot. Schott, a német nyelvész és orientalista a finn-türk-magyar rokonság szószólója volt, és a magyarokat a türk és sarkköri népek /azaz számik, szamojédek stb./ keverékének tartotta.
Valójában Gyarmathi Sámuel volt az egyetlen magyar tudós, aki nyelvészeti megfontolások alapján elvetette a magyar-török nyelvrokonságot, mivel úgy látta, hogy a magyar és török nyelv nyelvtana közt túl nagyok az eltérések. A hasonló szavakat kölcsönzésnek tartotta. Nézetével azonban még sokáig nem akadt követőkre.
Ekkoriban még nem volt szélesebb körben elfogadott elnevezése e nyelveknek, ezért azokat sokan sokféleképp nevezték. A szkíta Leibniztől kezdve használatban volt, ezt használta Rask is, Schott és mások e nyelveket tatár nyelveknek nevezték, Castrén altajinak. A Turán szó általánosan elterjedt volt a kor tudományos irodalmában mint földrajzi név, innen emelték át a nyelvészek különféle népek és nyelvek gyűjtőneveként.
Az európai köztudatba az Abul Gázi által a törökök családfájáról írt, 17. századi munkája, a Sedzsere-i Türk nyomán került. Ebben földrajzi területet jelölt, népekre nyelvekre és származásra csak jóval később a XVIII. század végén és a XIX. században vonatkoztatták.

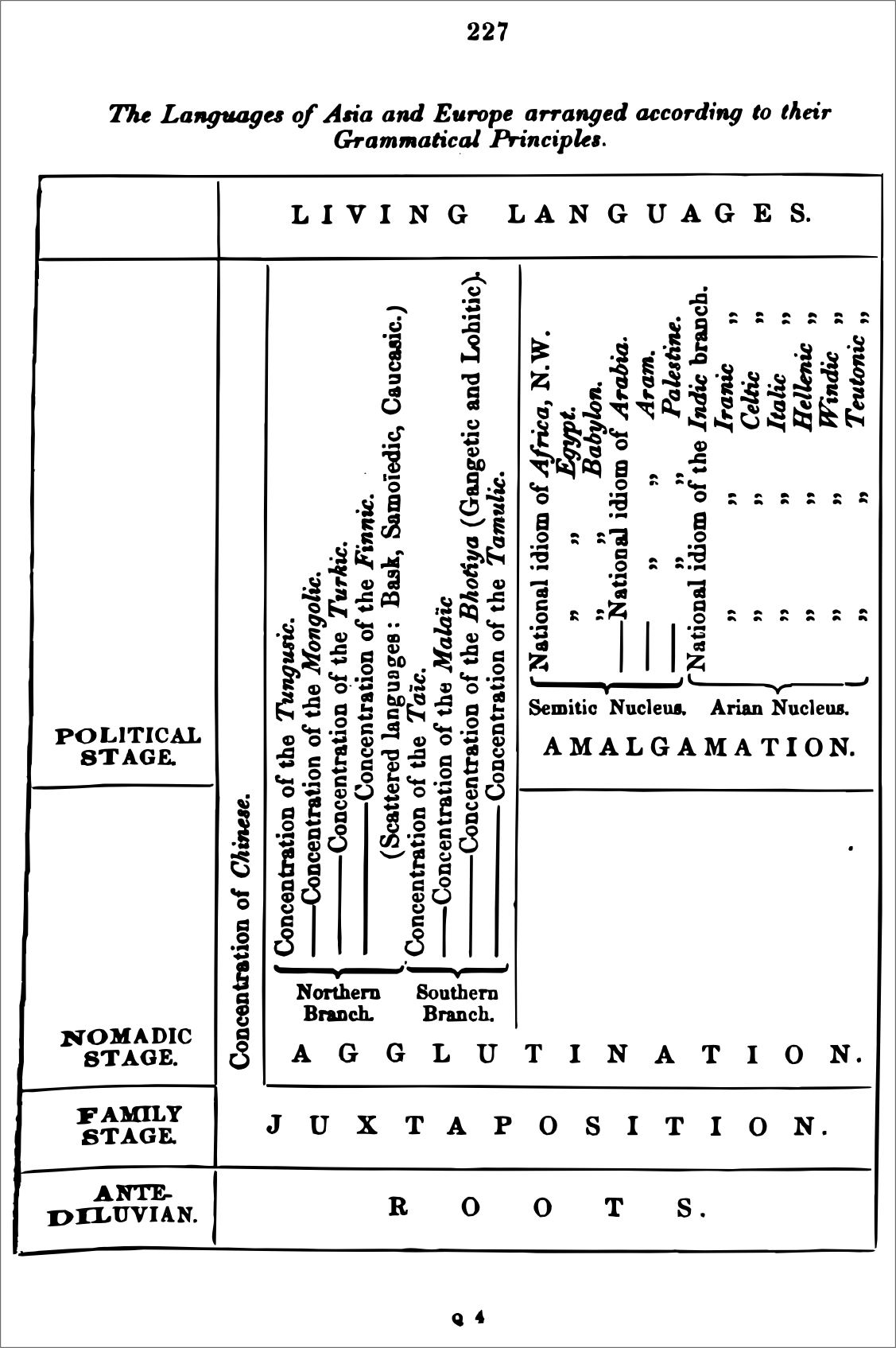
Ázsia és Európa nyelvei nyelvtani alapelveik szerint elrendezve Friedrich Max Müller 1854-ben kiadott, „Letter to Chevalier Bunsen on the classification of the Turanian languages” című munkájában

Friedrich Max Müller, a német orientalista és filológus a nem árja és nem sémi nyelvek újfajta csoportosítását közölte és ajánlotta az 1854-es és 1855-ös évben kiadott munkáiban („Letters to Chevalier Bunsen on the classification of the Turanian languages” és „The languages of the seat of war in the East. With a survey of the three families of language, Semitic, Arian, and Turanian”). Ezekben a munkákban e nyelveket „turáni” nyelveknek nevezte, azonban e nevet nem a korábban megszokott földrajzi értelmében használta: a turáni az ázsiai és európai nem árja és nem sémi nyelvek gyűjtőneve lett.
Új rendszerében Müller a nyelveket evolucionista szemléletben, történeti-társadalmi összefüggéseikre tekintettel vizsgálta, és a nyelvek nyelvtani szerkezete alapján kísérelte meg azokat fejlettségi csoportokba rendezni. Ezért a nyelveket nyelvtanuk alapelvei szerint „vízözön előtti”, „családi”, „vándorló” és „politikai” nyelvállapotokba rendezte. E sorrend egyben fejlettségi sorrendet is jelölt. E szerint a vízözön előtti nyelvek csak gyökökből álltak, a családi nyelvek elszigetelő nyelvek, a nomád nyelvek toldalékoló és bekebelező nyelvek, a politikai nyelvek hajlító nyelvek. (A Müller elméletével kapcsolatos gyakori félreértések elkerülésére le kell szögezni, hogy Müller nem tett különbséget a nyelvek közt „értékük” szerint, pusztán azt állította, hogy a nyelvtanilag bonyolultabb nyelvek csak fejlettebb társadalmi-gazdasági környezetben fejlődhetnek ki. Az általa legfejlettebbnek tekintett hajlító nyelvek például csak letelepedett földművelő közösségekben. Úgy vélte, előbb vagy utóbb minden nyelv ebbe az irányba fejlődik, ha az azt beszélő népesség életmódot vált. Szerinte a magyar és finn nyelv is jócskán előrehaladt már ezen az úton.) A nomád turáni nyelvek családját Müller további két alcsoportra osztotta, a déli alcsoportra és az északi alcsoportra. A magyar nyelvet az északi csoportba sorolta, a finnségi osztályba, az ugor ágba, egy helyre a manysikkal és hantikkal, mint a magyarok legközelebbi rokonaival. (Hosszabb távon elmélete megalapozatlannak bizonyult, északi alcsoportját azonban újrakeresztelték és újraosztályozták mint az Urál-altaji nyelvcsalád.) Elméletét jól ismerték és széles körben tárgyalták nemzetközi tudományos körökben, és ismerték a magyar tudósok is. Müller 1874-ben az orientalista és turkológus Vámbéry Ármin meghívására Budapestre utazott, ahol az Akadémia külföldi levelező tagjává választották. Nyilvános előadásai széles körű figyelmet és érdeklődést keltettek, és szakkifejezései ("Turan" és „Turanian”, melyeket eredetileg olyan perzsa szövegekből kölcsönzött, mint a Sáhnáme, amely a „Turán” szót az Amu-Darja folyótól északra fekvő Turkesztán nomád harcosok lakta területének neveként használta) „Turán” és „turáni” alakban váltak a magyar nyelv közkeletű szavaivá. E kifejezések jelentését sosem szabták meg hivatalosan. Vámbéry maga a „Turán” szót a Kelet-Balkán, Közép- és Belső-Ázsia török népek lakta területeinek neveként használta, a „turáni” szót pedig azon török népek és nyelvek jelzőjeként (és ő a finnugor népeket és nyelveket is e csoport tagjainak tekintette), amelyek ebben a „Turánban” éltek vagy innen származtak el. A magyar tudósok osztották Vámbérynek e meghatározásait. De a közbeszédben e fogalmakat számos (és gyakran különböző) értelemben és jelentéssel használták.

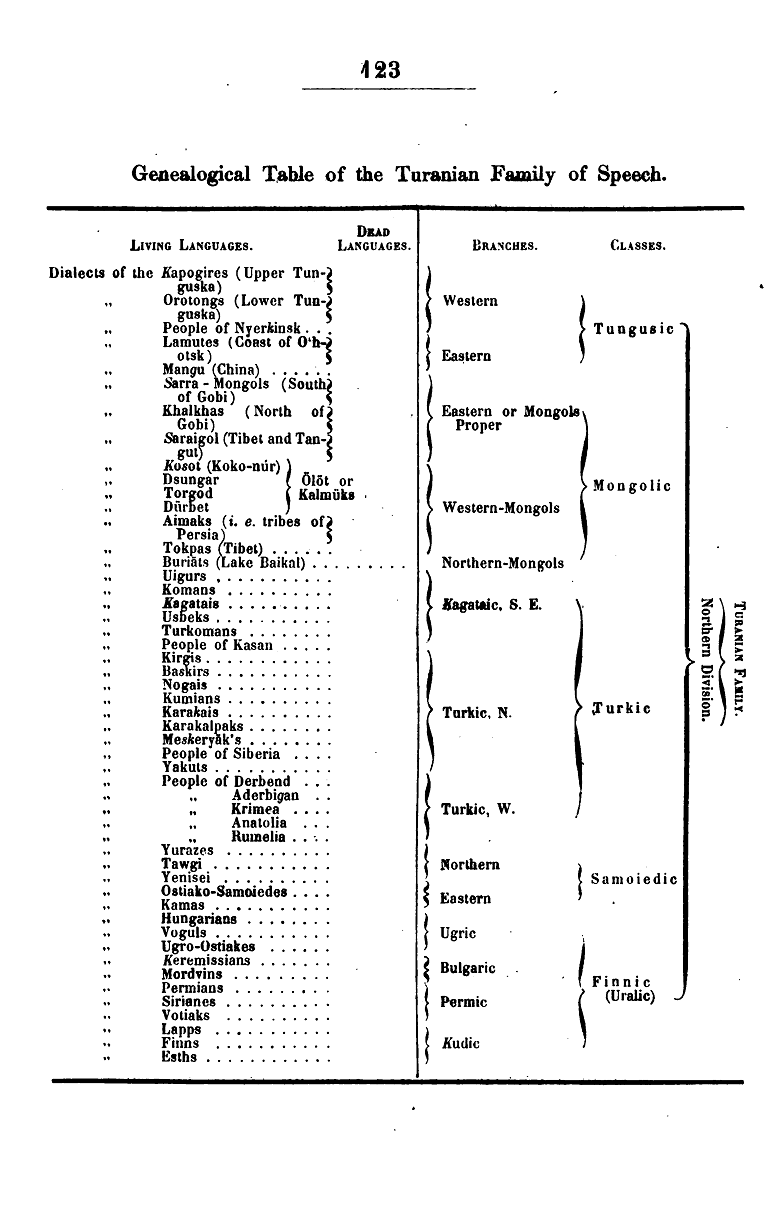
Friedrich Max Müller turáni nyelveinek északi alcsoportja

## A turanizmus Magyarországon
Ahogyan az már korábban említésre került, a nyelvek és népek eredetéről szóló különféle elméletek hirdetői viszonylag békésen megfértek egymással, és a párbeszéd jobbára a tudományosság talaján maradt egészen az 1789-es francia forradalomig és a rákövetkező napóleoni háborúkig. Ezek az események azonban gyors egymásutánban többször átrajzolták Európa államainak térképét és felszították a különféle népek nacionalizmusát. Magyarországon ezt csak fokozták a Habsburg uralkodók állandóan megújuló központosító és egységesítő törekvései. Ekkoriban kezdett feszültté válni a viszony a magyar ajkúak és a kelet-magyarországi oláhok és szászok, a Dél-Magyarországra nagy tömegben betelepített szerbek és svábok közt. Ekkor kezdett kibontakozni a Felvidék vegyes eredetű szláv nyelvű lakosságának műveltebb rétegei körében a szlovák nemzeti mozgalom. Az igazi fordulópontot Magyarországon az 1848–49-es forradalom és szabadságharc jelentette: a függetlenségi háború keserű tapasztalatai és a bukás után minden politikai felhangokat kapott.
"...a Nap vértengerbe áldozott le. Magyarországra a mérhetetlen gyásznak éjszakája borult; legnemesebb erői törve voltak. Még a tudományos intézetek kapui is bezárultak..." – írta Herman Ottó.

### A Habsburgok szerepe
1848 előtt Magyarország állam- és kormányformája mindvégig rendi-képviseleti monarchia maradt, amely azonban tartalmi oldalon bizonyos fokú sérelmet szenvedett a Habsburgok abszolutisztikus kísérleteinek eredményeképpen. Az abszolút monarchiát hazánkban meghonosítani soha nem tudták, a bécsi kormányzatnak csupán próbálkozásai voltak erre (1670-1681, 1686-1705, 1765-1790, 1812-1825). Ezek azonban nem tudtak gyökeret verni, Bécsnek részeredményekkel kellett beérnie, intézkedései nagyobbik része visszavonatott, vagy hasonult a magyar gyakorlathoz, a rendi igényekhez. Magyarországon az állami cenzúrát a Habsburg Miksa király vezette be a XVI. században. A cenzúra intézményét csak az 1848-as forradalom nyomán törölték el, az 1848. évi XVIII. törvénycikkel. Eztán a sajtó minden előzetes cenzúra nélkül működhetett. A törvényben szabályozott sajtóvétségeket bíróság vizsgálta. Az Igazságügyminisztérium 1848. április 29-én adta ki a sajtóesküdtszéki rendeletet, melynek szövege az akkor legdemokratikusabb – csak Angliában létező – európai modellt követi. A belföldi sajtó végig szabad maradt, a Belügyminisztérium által 1848 december ötödikén kiadott 'Hírlap kezelési szabályzat' csak a magyarsággal szemben ellenséges külföldi újságok terjesztését korlátozta, a külföldi kiadványok terjesztését az Országos Rendőri Hivatal előzetes engedélyétől téve függővé. A Szemere-kormány 1849. június 28-án a katonai titok hírlapok útján történő nyilvánosságra hozatalát kivette az esküdtszékek hatásköréből, és az 1849. február 13-i „vésztörvény” alapján felállított rögtönítélő vegyes bíróság ügykörébe utalta. Azonban e rendelkezés alapján is csak egyetlen kiadványt tiltottak be.
A szabadságharc vérbe fojtása után Magyarország alkotmányát és területi egységét eltörölték, területét tartományokra osztották. Ezek az intézkedések a neoabszolutista kormányzás hosszú korszakának kezdetét jelezték. A Habsburgok diktatórikus kormányzást vezettek be, Magyarország életének minden területét alapos megfigyelés és szigorú kormányzati ellenőrzés alá vetették. A sajtót és a színházi/nyilvános előadásokat cenzúrázták.
A német lett a közigazgatás hivatalos nyelve. Az 1849. október 9-én kelt császári rendelet (Grundsätze für die provisorische Organisation des Unterrichtswesens in dem Kronlande Ungarn) az oktatást teljes állami ellenőrzés alá vonta, a tanmenetet az állam írta elő és ellenőrizte, a nemzeti történelem oktatását korlátozták, a történelmet pedig Habsburg nézőpontból oktatták. Még a magyar művelődés bástyáját, az Akadémiát is ellenőrzés alá vonták: az intézménybe idegen személyzetet helyeztek, jobbára németeket és a Habsburgokhoz hű magyarországi németeket, az Akadémia pedig 1858 végéig gyakorlatilag halott volt. Elnöke 1855-től a Habsburgokhoz hű konzervatív politikus, Dessewffy Emil lett. A magyarok passzív ellenállással válaszoltak. A nemzet, anyanyelv és nemzeti eredet kérdései politikailag érzékeny tárgyakká váltak. (A helyzetet jól jellemzi, hogy az osztrák császári akadémia /"Kaiserliche Akademie der Wissenschaften in Wien"/ sok tudósa, így például Johann Anton Boller (1811–1869) is kötelességének érezte, hogy helyreigazítsa a magyar tudósok „tévelygéseit”.) Izzott a Habsburg-ellenes és németellenes érzület. Számos szabadságharcos az Oszmán Birodalomban lelt menedékre. Ez a kulturális kapcsolatok újjászületését eredményezte és kölcsönös rokonszenvet szült. A törököket sokan tekintették a magyar ügy igaz szövetségeseinek. Ilyen volt a légkör, mikor Vámbéry Ármin először indult Konstantinápolyba.
"Mennie kell és menni fog, – ezzel biztattam magam és nem bántott más gond, csak az az egy: hogy mi úton-módon kaphatok útlevelet a szigorú és gyanakvó osztrák hatóságtól; hozzá még épen Törökországba, hol akkor a magyar emigráczió tartotta székét és, mint Bécsben hitték, pártütő terveket sző fáradhatatlanúl." – írta később Vámbéry.
Ez a légkör magától értetődően biztosította a közfigyelmet Friedrich Max Müller akkoriban új elméletének is. A Habsburg kormányzat gyanakvással figyelte ezt a birodalmára veszélyesnek tekintett "törökösséget", de nem volt eszköze annak elfojtására. (A Habsburgok birodalma nagy területeket vesztett a 19. század elején /Flandria és Luxemburg/, kicsivel később pedig itáliai birtokai javát is elvesztette, ezért az osztrák politikai elit számos tagja (például Ausztriai Ferenc József maga, Habsburg–Tescheni Albert főherceg, és báró Ferdinand von Mayerhofer altábornagy) álmodozott keleti terjeszkedésről.)
A szárd–francia–osztrák háború és a porosz–osztrák–olasz háború következtében a Habsburgok birodalma 1866-ra az összeomlás peremére került, mivel ezek az elhibázott katonai vállalkozások óriási állami kiadásokkal jártak és elszabadult pénzromláshoz, egekbe szökő államadóssághoz és pénzügyi csődhelyzethez vezettek.
A Habsburgok a magyarokkal való kiegyezésre kényszerültek, hogy megmenthessék haldokló birodalmukat. A Habsburgok és a magyar politikai elit egy része megállapodott a kiegyezésben, annak ellenére, hogy a magyar népesség döntő többsége teljes függetlenséget kívánt. A kiegyezést a magyar társadalomnak elenyészően kis része rendezte el és törvényesítette (a választójog igen korlátozott volt, a népességnek kevesebb, mint 8 százaléka bírt szavazati joggal), és a nép nagyon nagy része tekintette azt a magyar ügy és a forradalom öröksége elárulásának. Ez mély és tartós töréseket okozott a magyar társadalomban. Az akadémiai tudományosság továbbra is állami vizslatás és nyomásgyakorlás alatt állt, a sajtót pedig eztán is (igaz, jóval engedékenyebben) cenzúrázták. A nemzet, anyanyelv és nemzeti eredet kérdései eztán is politikailag érzékeny tárgyak maradtak és a „törökösség” is virágzott.
„Viszont a kiegyezés elfogadtatása a társadalommal, komoly nehézségekbe ütközött. Több megye (például Heves, Pest, Szatmár) elutasította a kiegyezést és kiállt Kossuth mellett, az ellenzék megszervezte a demokrata körök hálózatát, az Alföldön többezres kormány- és kiegyezés-ellenes népgyűlésekre került sor stb. A kormány, felfüggesztve liberális elveit, határozott ellenlépésekre szánta el magát: bebörtönözte a Kossuth leveleit közlő Böszörményi Lászlót, betiltotta a demokrata köröket, a leginkább ellenálló Heves megyébe pedig királyi biztost küldött. A rendszer stabilizálása és az új politikai intézmények elfogadása azonban még így is évekig elhúzódott.”

### Vámbéry Ármin munkássága
Ahogyan az már korábban említésre került, a magyar történeti hagyomány a magyarság legközelebbi rokonainak a török népeket tekintette. E hagyomány nyomán Vámbéry Ármin – Kőrösi Csoma Sándorhoz és másokhoz hasonlóan – Ázsiában vélte fellelhetni a magyarok eredetét.
Természetesen következett tehát ebből az a reménységem, hogy Középázsiában az összehasonlító nyelvtudomány segítségével világosságot vető sugarat lelhetek, mely eloszlatja a homályt a magyar őstörténelem sötét tájairól.
Vámbéry Ármin az MTA pénzügyi támogatásával 1861 őszén indult második útjára Ázsiába, hogy a magyarok nyomai után kutasson. Hosszú és veszélyes út után 1864 májusában érkezett vissza Pestre. Londonba utazott, hogy megszervezze útjáról írott könyvének angol nyelvű megjelentetését. A "Közép-ázsiai utazás" és annak angol nyelvű párja, a "Travels in Central Asia" 1865-ben jelent meg. Vámbéry útja volt az első sikeres, európai ember által véghez vitt újkori felfedezőút e térségben, így utazásainak hála nemzetközileg elismert író és híresség lett. Megismerkedett a brit társadalmi élet kiválóságaival. Ausztria londoni nagykövete a császárhoz szóló ajánlólevelet adott neki, aki Vámbéryt kihallgatáson fogadta és nemzetközi sikereit a Pesti Királyi Tudományegyetemre szóló nyelvtanári kinevezéssel jutalmazta. Az állás elfoglalása azonban nem volt könnyű, mivel az egyetem vezetése nem akarta Vámbéryt tanárként alkalmazni. Így először csak tanítóként működött az intézményben. Vámbéry maga úgy vélte, hogy az egyetemi urak ellenkezésének zsidó származása és a református egyházba való megtérése voltak fő okai, mivel az egyetem jezsuita múlttal és katolikus hagyományokkal rendelkezett. (Az ellenséges fogadtatáshoz azonban nyilván hozzájárult az a tény is, hogy Vámbéry érettségi bizonyítvánnyal sem rendelkezett, egyetemi tanulmányokat pedig sosem végzett.)
Vámbéry 1868-ban jelentette meg "Vámbéry Ármin vázlatai Közép-Ázsiából. Ujabb adalékok az oxusmelléki országok népismereti, társadalmi és politikai viszonyaihoz." című munkáját. Valószínűleg ez volt a "turáni" szó használatának első példája magyar nyelvű tudományos szövegben.

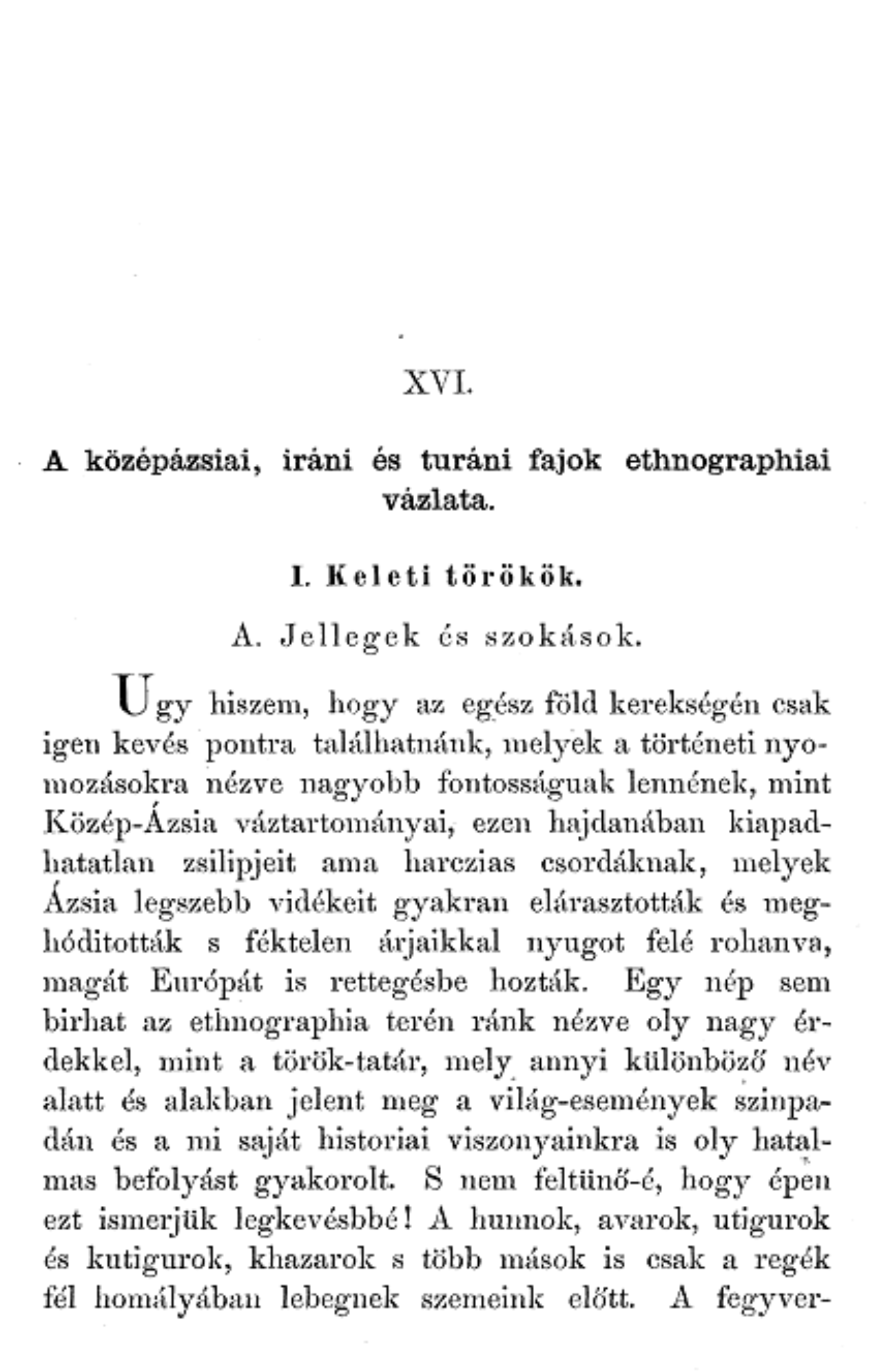
Vámbéry Ármin a turáni népekről "Vámbéry Ármin vázlatai Közép-Ázsiából. Ujabb adalékok az oxusmelléki országok népismereti, társadalmi és politikai viszonyaihoz." cím alatt 1868-ban megjelent munkájában.

Vámbéry Ármin kulcsszereplő volt a turánizmus felvirágzásában és a nagyközönség "tudományos tudatának" kibontakozásában is. Jó tollú író volt: komoly tudományos tárgyakat mutatott be érdekes, olvasmányos alakban. Távoli népek és messzi tájak szokásait, hagyományait és műveltségét bemutató, olvasmányos könyvei és egyéb írásai fontos szerepet játszottak a néprajz, földrajz és történettudomány iránti széles körű közérdeklődés kialakulásában. Másoké mellett az ő munkái is hozzájárultak, hogy a társadalmi-közéleti elitből való kiábrándulás után a közfigyelem az alsóbb néprétegek és a parasztság, mint a valódi magyar örökség letéteményese és megőrzője felé fordult. (A XIX. század első felének nyelvújítói az új nemzeti irodalmi modort keresve nagy érdeklődéssel fordultak a néphagyomány, a mesék, balladák és regösénekek felé, de nem különösebben érdeklődtek a vidéki, paraszti élet egyéb területei iránt.)
Vámbéry 1865-1904 között a budapesti tudományegyetemen a keleti nyelvek tanítója, majd tanára volt. Ő alapította a világ első turkológiai tanszékét itt, a Pesti Királyi Tudományegyetemen. Vámbéry a közeli türk-magyar népi és nyelvi kapcsolat elméletének szószólója volt (már a Közép-ázsiai utazás előszavában is kutatási és életcéljaként fogalmazta meg a magyar-török nyelvi kapcsolat jellegének és mibenlétének tisztázását), e tárgyban írott munkái hosszan elhúzódó, gyakran durva hangvételű tudományos és közéleti vitát robbantottak ki Magyarországon, mely ugor–török háborúként híresült el.
A küzdelem, melyet fanatikus ellenfeleim, sajnos, átvittek a személyeskedés terére is, eltartott jó sokáig, de ezúttal is bevált a régi diák közmondás: Philologi certant, tamen sub judice lis.

### Az ugor–török háború
Vámbéry amellett érvelt, hogy a türk nyelvek és a magyar közti nagyszámú hasonlóság e nyelvek és népek közös ázsiai eredetére mutat. Vámbéry rámutatott, hogy a finnugor és az altaji nyelvek számos tekintetben erősen hasonlóak. (A feltűnő mértékű tipológiai hasonlóságot ellenfelei sem vitatták.) Ráadásul a magyar nyelvben nagyszámú (legkevesebb 300-400) ősi török eredetű szó található, és még ennél is sokkal több jó vagy elfogadható török etimológiával. Az ilyen mérvű hasonlóság mögött pedig többnek kell állnia egyszerű szókölcsönzésnél.
Vámbéry e tárgyban írott első nagyobb munkája, a "Magyar és török-tatár szóegyezések" című, 1869-70 során megjelent mű szolgáltatta az ugor–török háború kitörésének hadi okát.
Ebben az írásban Vámbéry nyelvészeti eszközökkel, szóhasonlítás útján kívánta megmutatni, hogy a magyar nyelv, habár eredetében alapvetően ugor, a korai magyarságnak türk népekkel történő keveredése eredményeként különleges, kettős, ugor ÉS türk jelleget öltött. Vagyis a nyelvi érintkezési elmélet egy változatával állt elő, amely szerint a magyar kontaktusnyelv, ugor és türk elemekből kialakult kevert nyelv, melynek nem csak egy, hanem két őse van.
"...a magyar nyelv eredetében ugor, de a nemzet későbbi érintkezése és történeti átalakulásánál fogva egyformán ugor és török jellemű..." 
A magyar nyelv finnugor eredetét végérvényesen bebizonyító, kiváló nyelvész, Budenz József a Jelentés Vámbéry Ármin magyar-török szóegyezéséről című, 1871-ben megjelent írásában értékelte a nevezett munkát. Budenz Vámbéryval és a művével kapcsolatban komoly kritikákat fogalmazott meg, és egyértelművé tette, hogy megkérdőjelezhető Vámbéry tudományos szavahihetősége és tisztessége.
A finnugrista Hunfalvy Pál Magyarország ethnographiája című, 1876-ban megjelent munkája kiszélesítette az ugor–török háború harcvonalát. Ebben a munkában a szerző kiemeli a nyelv és nemzet közti igen erős kapcsolatot (48. o.), megkísérli bizonyítani, hogy a hunok finnugorok voltak (122. o.), megkérdőjelezi a geszták hitelét és eredetét (295. o.), arra a következtetésre jut, hogy a hunok, bolgárok és avarok ugorok voltak (393. o.), megjegyzi, hogy a zsidók jóval szaporábbak más népeknél, így gyorsan növekvő lélekszámuk valódi veszélyt jelent a nemzet számára (420. o.), és hangsúlyozza, mennyire fontos és élenjáró szerepet játszottak a németek a magyar műveltség és gazdaság fejlődésében (424. o.).
1882-ben megjelent, "A magyarok eredete. Ethnologiai tanulmány." címet viselő művében elméletének egy újabb változatát mutatva be Vámbéry. Egy lépéssel továbbment, azt állítva, hogy a magyar nép és nyelv alapvetően török eredetű, a benne meglévő finnugor elem pedig későbbi érintkezés és keveredés eredménye.
"...a magyarban vegyülék népet látok, a melyben nem finn-ugor, hanem török-tatár elem képezi a tulajdonképeni magvat..." 
A magyar nép és nyelv finnugor eredetének végérvényesen bebizonyító Budenz József és követői komoly kritikákat fogalmaztak meg Vámbéry elméletével kapcsolatban. E bírálatok kapcsán született a magyar tudománytörténet egyik makacs "városi legendája", a "halszagú atyafiság" vagy "halzsíros rokonság" mítosza. Meg kell jegyezni, hogy az azt emlegető szerzők egyike sem adta meg soha a Vámbéry és támogatói ellen felhozott vád írott forrását vagy alapját. Valójában mind Vámbéry maga, mind az őt támogató tudóstársai tisztelettel említették a magyarság finnugor rokonait is. A "halszagú rokonság" kifejezés 1879-ben jelenik meg először Bánóczi József "Révai Miklós élete és munkái" című írásában, aki Révai szájába próbálja adni a kifejezést, amely Révai idejében (1750-1807) nagy valószínűséggel még nem is létezett. A finnugrista Barna Ferdinánd pedig 1884-ben úgy írta le a finnugor népeket a "Vámbéry Ármin A magyarok eredete czímű műve néhány főbb állításának bírálata" című dolgozatában, mint "holmi csipp-csupp halzsír-faló s nyomorú életét halászat- és menyétfogdosással tengető népség", és próbálta saját veretes leírását Vámbéry szájába adni.

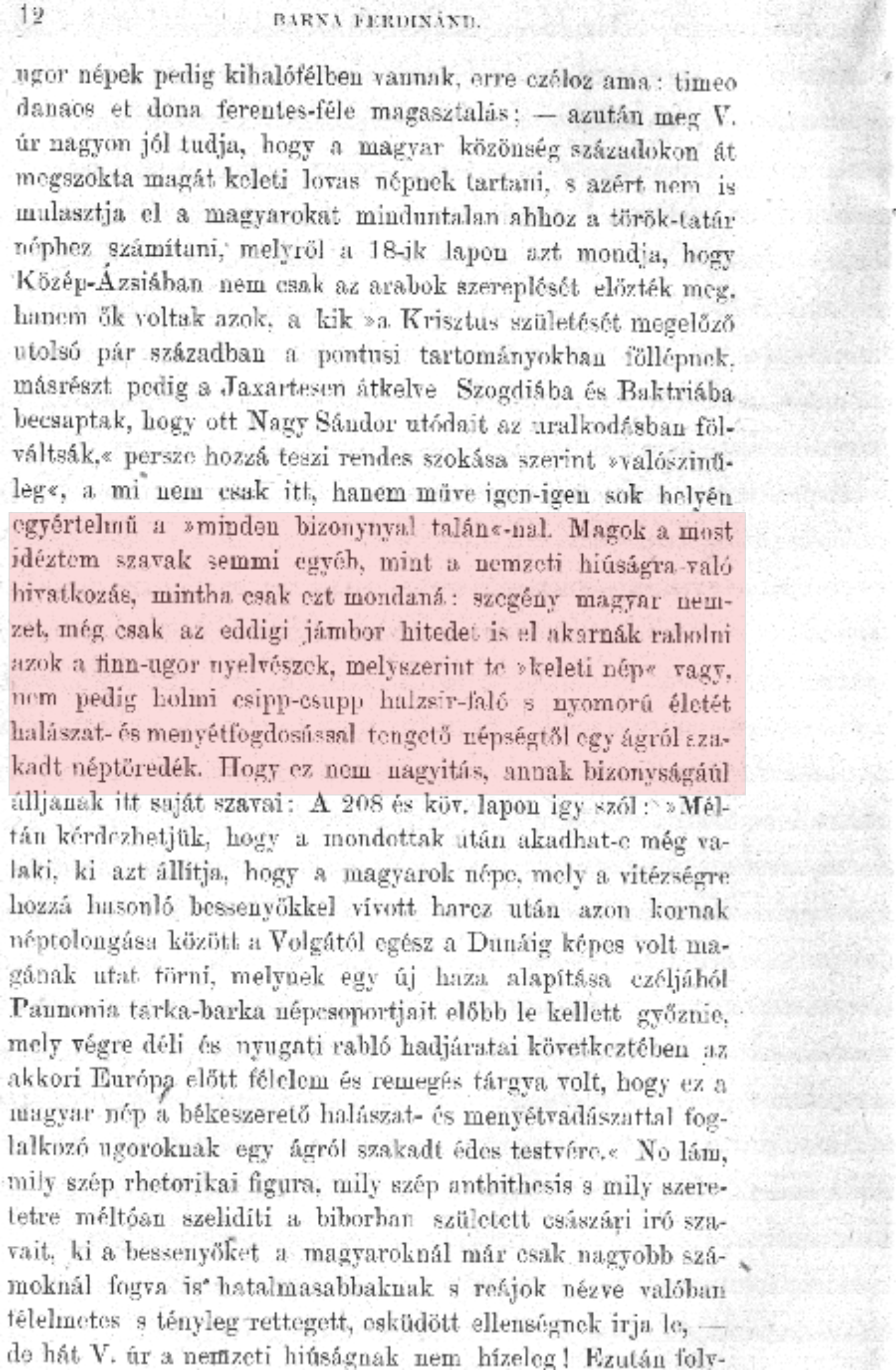
A "halszagú atyafiság" eredete a finnugrista Barna Ferdinánd "Vámbéry Ármin A magyarok eredete czímű műve néhány főbb állításának bírálata" című, 1884-ben megjelent munkájában.

Vámbéryt számosan támogatták, többek közt Marczali Henrik történész, Pozder Károly nyelvész, Thúry József nyelvész, Török Aurél antropológus és mások.
Összegezve tehát Vámbéry amellett érvelt, hogy a türk nyelvek és a magyar közti nagyszámú hasonlóság e nyelvek és népek közös ázsiai eredetére mutat. A Vámbéry által képviselt álláspont jól kidolgozott és előremutató volt, és megmutatta a hagyományos családfa-modell etnikai és nyelvi kapcsolatok leírására való alkalmatlanságát, mivel a népek és nyelvek a biológiai fajoktól igencsak eltérő módon viselkednek. Vámbéry és a finnugor származáselmélet többi bírálója rámutatott a finnugor elmélet és a rendelkezésre álló adatok (írott források, nyelvemlékek, régészeti leletek stb.) közti ellentmondásokra. (Ennek kapcsán érdemes megjegyezni, hogy még nem született elfogadható tudományos magyarázat arra, miért emlegették a bizánci források évszázadokon át türkökként a magyarokat, annak ellenére is, hogy a bizánci uralkodók az Árpád-házzal még dinasztikus kapcsolatokat is ápoltak, illetve, hogy miért szerepel a magyar Szent Koronán Szent László testvérbátyja, I. Géza ˝Türkia hithű királya”-ként.) Vámbéry és köre rámutatott, hogy a finnugor és az altaji nyelvek számos tekintetben erős hasonlóságot mutatnak. Ráadásul a magyar nyelvben nagyszámú (legkevesebb 300-400) ősi török eredetű szó található, és még ennél is sokkal több a finnugorral legalábbis egyenértékű, jó vagy elfogadható török etimológiával. Vámbéry és követői (a "törökösök") rámutattak, hogy a finnugrista válasz, kölcsönzés a türk/török nyelvekből, a tényleges helyzet túlzóan egyszerűsítő magyarázata, és a finnugor nyelvű és török nyelvű népelemek etnikai és nyelvi keveredése, összeolvadása sokkal valószerűbb forgatókönyv, amit az urál-altaji nyelvek nyelvészeti-szerkezeti hasonlósága tett lehetővé.
Az ugor–török háborúról elmondható, hogy az sokkal inkább volt – politikai felhangoktól sem mentes – tudományos presztízsharc, mint tényleges tudományos eszmecsere. Az eredménytelen vitát soha nem zárták le megfelelően, az egyszerűen elhalt, mivel Vámbéry és követői hosszas küzdelem után felhagytak a kilátástalan vitával. Vámbéry az évek során többször alakított elméletén, de mindvégig kitartott a nyelvi és etnikai keveredés mellett. A finnugrista összehasonlító nyelvészek nemhogy a nyelvkeveredés vagy nyelvi összeolvadás tényét, de még annak elvi lehetőségét is mereven elutasították, és ragaszkodtak a bináris családfa-modellhez. Az eltelt idő tudományos fejlődése azonban rámutatott, hogy Vámbéry számos tekintetben sokkal közelebb járt az igazsághoz, mint a finnugristák, s az uráli/finnugor történeti nyelvészet is igen komoly átalakuláson ment át.
Az ugor–török háború lezáratlanul maradása arra kényszerítette a tudósokat, hogy valamiképp megkíséreljék összhangba hozni és egyesíteni a különféle elméleteket. Ez bonyolult nemzeti mitológia kialakulásához vezetett, amely a magyarok ázsiai gyökereit és eredetét európai jelenükkel egyesítette. A "turánizmus" szó új jelentést kapott: ez lett az orientalizmus Ázsiát, annak népeit, történelmét és műveltségét a magyar történelemmel és műveltséggel való összefüggéseiben vizsgáló, sajátosan magyarérdekű változatának neve.
A vita elcsendesedésének egyik oka az volt, hogy a törökös oldal kilépett a terméketlen vitából, ám a vitában felszínre került és megfogalmazott megválaszolatlanul maradt kérdések kísértették a finnugristákat, s az elkövetkező évtizedekben számos nyelvész (például Gombocz Zoltán, Németh Gyula, Ligeti Lajos) áldozta életműve jelentős részét a "török kérdés" megnyugtató megoldására. Így valójában megszűnt a korábbi éles szembenállás, és a nyelvészek az urál-altaji összetartozást hangsúlyozó turánizmus jegyében folytatták a munkát. A csatazaj elülésének másik oka az európai politikai helyzet XIX. század végi átalakulása: Törökország egyre jelentősebb társ, majd szövetséges lett Németország és így a németekkel szövetséges Habsburgok számára is, akiknek így már politikai haszna származhatott a magyarok hagyományos, korábban gyanakvással nézett, a birodalmukra veszélyesnek tartott "törökösségéből", a török-magyar jó viszonyból. A vita csak az első világháborút, az ország feldarabolását követően éledt fel újra, megint csak politikai felhangokkal, a szövetségesek keresésével kapcsolatos vitákkal párhuzamosan, azoktól nem függetlenül.
Az ugor–török háború után Vámbéry tovább folytatta munkáját, alakítva elméletét, ám mindvégig kitartott a magyar nép és nyelv kettős, ugor és török eredete mellett. Utolsó, már csak halála után kiadott, "A magyarság bölcsőjénél" című munkájában adta összegzését munkásságának. Ebben amellett érvel, hogy a mai magyar nép valójában csak a Kárpát-medencében született meg, az ide legkésőbb Attila idejében betelepült türk-ugor népkeverékből és a közé több hullámban betelepülő török népelemekből, melyek közül az utolsó jelentősebb a honfoglaló magyarok török törzse volt, akik aztán megalapították a Magyar Fejedelemséget. (Ez az elképzelés megelőlegezi a László Gyula képviselte kettős honfoglalás elméletet és azzal sokban megegyezik.)
A magyar, türk/török és ugor (mai szóhasználattal finnugor) nyelv rokonsága kapcsán megjegyzi:
"Az analógia kisebb vagy nagyobb foka, a rokon beszédrészek többé vagy kevésbbé fontos volta lehet és lesz is még sokáig vita tárgya, de a török és magyar nyelv közt levő szoros és ősrégi rokonság tényét nem lehet oly könnyen kétségbe vonni." In: Vámbéry Ármin: A magyarság bölcsőjénél. 20. o.
"Éppen ez az ugorokkal való keveredés ténye az, ami a magyar nép régi volta mellett bizonyít és pedig a következő okokból. Mint tudjuk, az ugor összefoglaló néven a vogulokat, osztjakokat, votjákokat, zürjeneket, mordvinokat, lappokat, cseremiszeket, észteket és finneket értjük ; kisebb népcsoportok ezek, amelyek most a Szozva partjától a lappok földéig s déli irányban a Volga középfolyásáig elterülő óriási területen laknak; oly néptöredékek, melyek nemcsak nyelvileg, hanem antropológiai és etikai tekintetben is elkülönülnek egymástól. Mivel pedig az ugorok a homályos őskorban egységes egészet alkottak és mivel a magyarok nyelvében a felsorolt nyelvek mindegyikének van nyoma, ennélfogva a magyar nyelv ugor elemei csak abból az időből származhatnak, mikor az ugor törzs még nem szakadt szét s az egyes ágak még együtt voltak azokkal a töredékekkel, amelyek később beolvadtak a magyarságba." 
...ugorok voltak azok, kik az alapelemet alkották; de ehhez az alaphoz az idők során oly nagy mértékben járult hozzá egyre több török-tatár elem, hogy a török elem fölébe kerekedett az alapot alkotó ugoroknak s ily módon állt elő az a tarka népkeverék, mely később a magyar néven lett ismeretessé.

### A törökösség és turanizmus hatása a magyar műveltségben
A turanizmus komoly hajtóerő volt a magyar tudományosság, különösen a nyelvészet, néprajz, történettudomány, régészet és orientalizmus fejlődésében és a magyar művészet kivirágzásában, az építészettől az alkalmazott és iparművészetig. A turánista tudósok és művészek nagyban segítették a magyar és nemzetközi tudomány és művészet fejlődését.
Az alábbi jegyzék olyan törökös/turanista tudósok és művészek rövid névsora, akik tartós örökséggel gazdagították a magyar műveltséget:
- Vámbéry Ármin (1832-1913) a magyar turkológia megalapítója. Ő alapította a világ első turkológiai tanszékét a Pesti Királyi Tudományegyetemen. Az MTA tagja volt.
- Arany János (1817-1882) költő, műfordító, a magyar történeti múltról szóló számtalan költemény szerzője. Az ugor–török háborúban Vámbéryt támogatta. Az MTA tagja és főtitkára volt.
- Pulszky Ferenc (1814-1897) régész, művészettörténész. A Magyar Nemzeti Múzeum igazgatója volt. Az ugor–török háborúban Vámbéryt támogatta. Az MTA tagja volt.
- Paikert Alajos (1866-1948) a Magyar Mezőgazdasági Múzeum ötletgazdája, majd első múzeumőre (mai szóval: muzeológusa), 1923-tól igazgatója, a Turáni Társaság egyik alapítója.
- Széchenyi Béla (1837-1918) utazó, Ázsia-kutató.[65] Az MTA tagja volt.
- Zichy Jenő (1837-1906) utazó, Ázsia-kutató. Az MTA tagja volt.
- Nagy Géza (1855-1915) régész, néprajztudós.[66] Az MTA tagja volt.
- Marczali Henrik (1856-1940) történész. Az MTA tagja volt.
- Márki Sándor (1853-1925) történész. Az MTA tagja volt.
- Lóczy Lajos (1849-1920) geológus, földrajztudós. Az MTA tagja volt.
- Cholnoky Jenő (1870-1950) földrajztudós. Az MTA tagja volt.
- Pröhle Vilmos (1871-1946) orientalista, nyelvész, egyike a kínai és japán nyelv és irodalom első magyarországi kutatóinak.[67]
- Baráthosi Balogh Benedek (1870-1945) orientalista, néprajztudós, utazó.[68]
- Felvinczi Takács Zoltán (1880-1964) festőművész, művészettörténész, keletkutató, egyetemi tanár. A Hopp Ferenc hagyatékából született Hopp Ferenc Kelet-ázsiai Művészeti Múzeum megszervezője és első igazgatója. A Kőrösi Csoma Sándor Társaság egyik megalapítója.
- Sebestyén Gyula (1864-1946) folklorista, néprajztudós. Az MTA tagja volt.
- Zajti Ferenc (1886-1961) orientalista, vallástörténész, műfordító, festő. A Fővárosi Könyvtár Keleti Gyűjteményének őre volt. A Magyar Indiai Társaság alapítója volt. Közreműködött Rabindranáth Tagore 1926-os magyarországi látogatásának megszervezésében.[69][70]
- Huszka József (1854-1934) művészeti oktató, néprajztudós.
- Körösfői-Kriesch Aladár (1863-1920) festő, szobrász, kézműves, művészetelméleti író, a Gödöllői művésztelep alapítóinak egyike, a magyar szecesszió angol Arts & Crafts mozgalomhoz közelálló, népies változatának egyik vezéralakja.
- Lechner Ödön (1845-1914) építész, aki új nemzeti építészeti modort teremtett a magyar népművészet, a perzsa, szászánida és indiai művészet elemeit felhasználva.
- Kós Károly (1883-1977), építész, író, grafikus, könyvkészítő, a magyar szecesszió angol 
Arts & Crafts mozgalomhoz közelálló, népies változatának egyik vezéralakja.

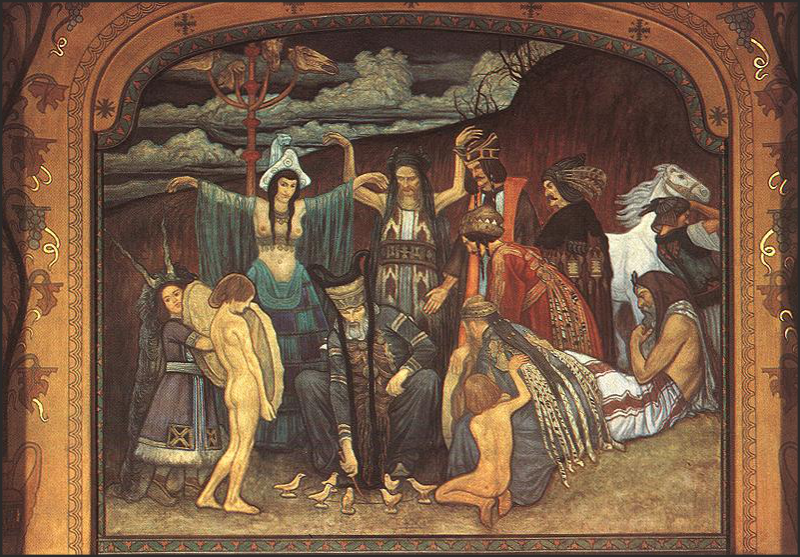
Körösfői-Kriesch Aladár: Sámánok körtánca, 1911, Kultúrpalota (Marosvásárhely)

A turánizmust a szigorú körülírottság hiánya tette képessé, hogy számos különféle eszmei áramlatot fogadjon magába a Hollósy testvérek (Hollósy József és Hollósy Simon) és Felvinczi Takács buddhizmus hajtotta kelet felé fordulásától Teleki és Széchenyi tudományos alapú érdeklődésén át Paikert és mások gazdasági-politikai indíttatású érdeklődéséig. És bár elsősorban és jellemzően viszonylag szűk érdeklődésre számot tartó "értelmiségi" jelenség, afféle úri hóbort volt, az Ezredéves Kiállítás és az évfordulóhoz kapcsolódó ünnepségek okán a turánizmus gondolatai, ha másképp nem is, de a jelképek (Ezredéves emlékmű vezéralakjai, turul) szintjén bizonyosan teret nyertek a népszerű műveltségben is. A 20. század elején Zempléni Árpád Turáni dalok című kötetében a finnugor ősmondák mellett versbe öntött török, japán, hun és szkíta ihletésű mondákat egyaránt. Kozma Andor 1920-ban írt Turán című eposzában is három fia van Túr ősatyának: Hunor, Magor és Som – ez utóbbi a finnek önelnevezésének (suomi) alapján.
A magyar Keleti Intézet gondolata Zichy Jenő gróftól (1837–1906) származott. Sajnos ez az elképzelés nem valósult meg. Létrejött azonban 1910-ben Paikert Alajos kezdeményezésére Turáni Társaság/Magyar Ázsia Társaság elnevezéssel egy tudományos ismeretterjesztő társaság, mely a brit Asiatic Society mintáját követte. A Turáni Társaság Turánra, mint olyan földrajzi területre öszpontosított, ahol a magyarok ősei és rokonai élhettek.
A Turáni Társaság tiszteletbeli elnöke Vámbéry Ármin és Széchenyi Béla, elnöke Teleki Pál lett. Elnökségi tag volt Cholnoky Jenő, Erődi Béla, Károlyi Mihály, id. Lóczy Lajos, Paikert Alajos és Szapáry László. A társaságnak tagja volt Herman Ottó, Hopp Ferenc, Jászi Oszkár, Mészáros Gyula, Munkácsi Bernát, Sebestyén Gyula, Velics Antal és Vikár Béla is. 1913-ban indult a Túrán, a társaság folyóirata. Bevezetőjében Teleki Pál így fogalmazott: „Keletre magyar! Nemzeti, tudományos és gazdasági téren keletre!” A gazdasági expanziót német, holland, belga mintára képzelték el.
Turáni Társaság célja az egész turánság, vagyis a magyar nemzet és a velünk rokon többi európai és ázsiai népek kulturális és gazdasági előrehaladása, tömörülése, erősödése, úgymint az ázsiai kontinens földrajzi, néprajzi, gazdasági stb. kutatása múltban és jelenben. Politikai és felekezeti kérdések kizártak. Céljait a nem turáni népekkel egyetértve óhajtja elérni."
A Turáni Társaság tudósai a magyar nép és az úgynevezett turáni népek közti nép- és nyelvrokonságot és kapcsolatokat az akkoriban uralkodó urál-altáji nyelvészeti elmélet alapján értelmezték. A Társaság török, finn és japán nyerlvtanfolyamokat szervezett. A Társaság rendszeresen tartott nyilvános előadásokat. Az előadók közt volt Abdolbahá és Shuho Chiba.
A Turáni Társaság 1914-ig öt ázsiai tudományos kutatóutat szervezett és pénzelt. (A Mészáros-Milleker, a Timkó, a Milleker, a Kovács-Holzwarth és a Sebők-Schutz expedíciót.) Ezeknek célja a tudományos kutatás mellett piacok és nyersanyaglelőhelyek feltárása is volt. Jelentős néprajzi anyagot gyűjtöttek.
Az első világháború kitörése komoly hatással volt a társaság működésére. 1916-ban a Turáni Társaságot átszervezték Magyar Keleti Kultúrközponttá, és a működése feletti közvetlen kormányzati befolyás felerősödött.
Az ország háborús veresége, az azt követő forradalmi mozgalmak és Magyarország Antant-megszállása megakasztották a Keleti Kultúrközpont működését, így az érdemi munka csak 1920-ban indult újra, annak ellenére is, hogy a forradalmi kormányok (a Károlyi Mihály-kormány és a Forradalmi Kormányzótanács) sem akadályozták a Társaság működését. Azonban ez évben a szervezet három részre szakadt a jelentős belső világnézeti feszültségek miatt. Akik jóval tudományosabb megközelítést kívántak megalapították a Kőrösi Csoma-Társaságot. Az elégedetlen szélsőségesebb politikai turánisták elhagyták a Turáni Társaságot és megalakították a Magyarországi Turán Szövetséget. Azonban ez hamarosan feloszlott, s csak több, mint egy évtized múltán alakult újra.
A Turáni Társaság is folytatta működését, újra az eredeti nevén. Fővédnökségét 1920-ban a magyar trón megszerzésére áhítozó, később majd a nyilasokkal együttműködő Habsburg–Lotaringiai József Ágost főherceg fia, József Ferenc főherceg vállalta el. A Társaság tovább folytatta a népszerű tudományos ismeretterjesztő munkát. Finn-észt, valamint Török Intézetet is működtettek. 1923-ban a Turán Szövetségben dúló belharcok a szervezet felbomlásához vezettek. E belharcokat Móra Ferenc 1923-as Turánok című kis szarkasztikus írásában figurázta ki. A Turáni Szövetség széthullása után Cholnoky visszatért a Turáni Társaságba.
1924. június elsején volt szibériai magyar hadifoglyok és a Turáni Társaság tagjai megalapították a Magyar Nippon Társaságot, amely elsődleges céljául a magyar-japán műveltségi kapcsolatok elmélyítését tűzte ki. A két társaság között mindvégig szoros és baráti kapcsolat állt fenn. A Nippon Társaságnak számos olyan tagja volt, aki egyszersmind a Turáni Társaság tagja is volt: Pröhle Vilmos (aki a Turán szerkesztője is volt 1922–25-ben), Bán Aladár, Mezey István, Nagy Iván, Szentgály Antal, Somogyi József, Baráthosi-Balogh Benedek (aki alelnök is volt a Turáni Társaságban), Felvinczi Takács Zoltán, Paikert Alajos stb. A társaságnak hosszú ideig (több mint tíz évig) nem volt anyagi lehetősége önálló folyóirat vagy kiadvány megjelentetésére, erre csak 1935-től nyílt alkalma a japán Micui alapítvány segítsége révén. Addig a Turáni Társaság lapja, a Turán számolt be rendszeresen a Nippon Társaság tevékenységéről. Az Osztrák–Magyar Monarchia és Japán diplomáciai kapcsolata a Monarchia felbomlásával megszakadt, ezért a világháború után Japán sorra rendezte diplomáciai viszonyát Ausztriával és az utódállamokkal. Azonban Magyarországon nem létesült japán követség, így a két ország között a Nippon Társaság tevékenysége biztosította és építette a kulturális kapcsolatot. Ez 1938-ig, a magyar-japán barátsági és szellemi együttműködési egyezmény aláírásáig és a követségek kölcsönös megnyitásáig, a hivatalos diplomáciai kapcsolat felvételéig így is maradt.
A Turán Szövetség hangadói ekkoriban már arról álmodoztak, hogy a turániak megvalósítják majd Attila hun király és Dzsingisz mongol nagykán világuralmi terveit. A „turáni” kifejezés alatt már elsősorban genetikai rokonságot értettek. Koponya- és vércsoportvizsgálatoktól reméltek eredményt a „turániak” meghatározásához. A turáni ideológia híveinek egy csoportja a kereszténységet is elvetette volna a pogány hagyományokhoz való visszatérés jegyében.
Az ideológia átalakulást jelzi Zsuffa Sándor munkássága, aki 1942-ben már arról írt: a magyarok nem turániak, nem is finnugorok, hanem félárják és félturániak, a magyar nyelv pedig a világ csaknem valamennyi nyelvével rokon. Ekkoriban született meg a jelszó: előre a közös japán-magyar határért!
A második világháború után a kormányzat betiltotta a turanista szervezetek működését és számtalan turanista kiadványt is tiltólistára helyezett. 1949-ben még a kizárólag tudományos tevékenységet végző Kőrösi Csoma Társaságot is betiltották, ezzel a turánizmus minden hivatalos és szervezett formája megszűnt az országban.

## Politikai turanizmus

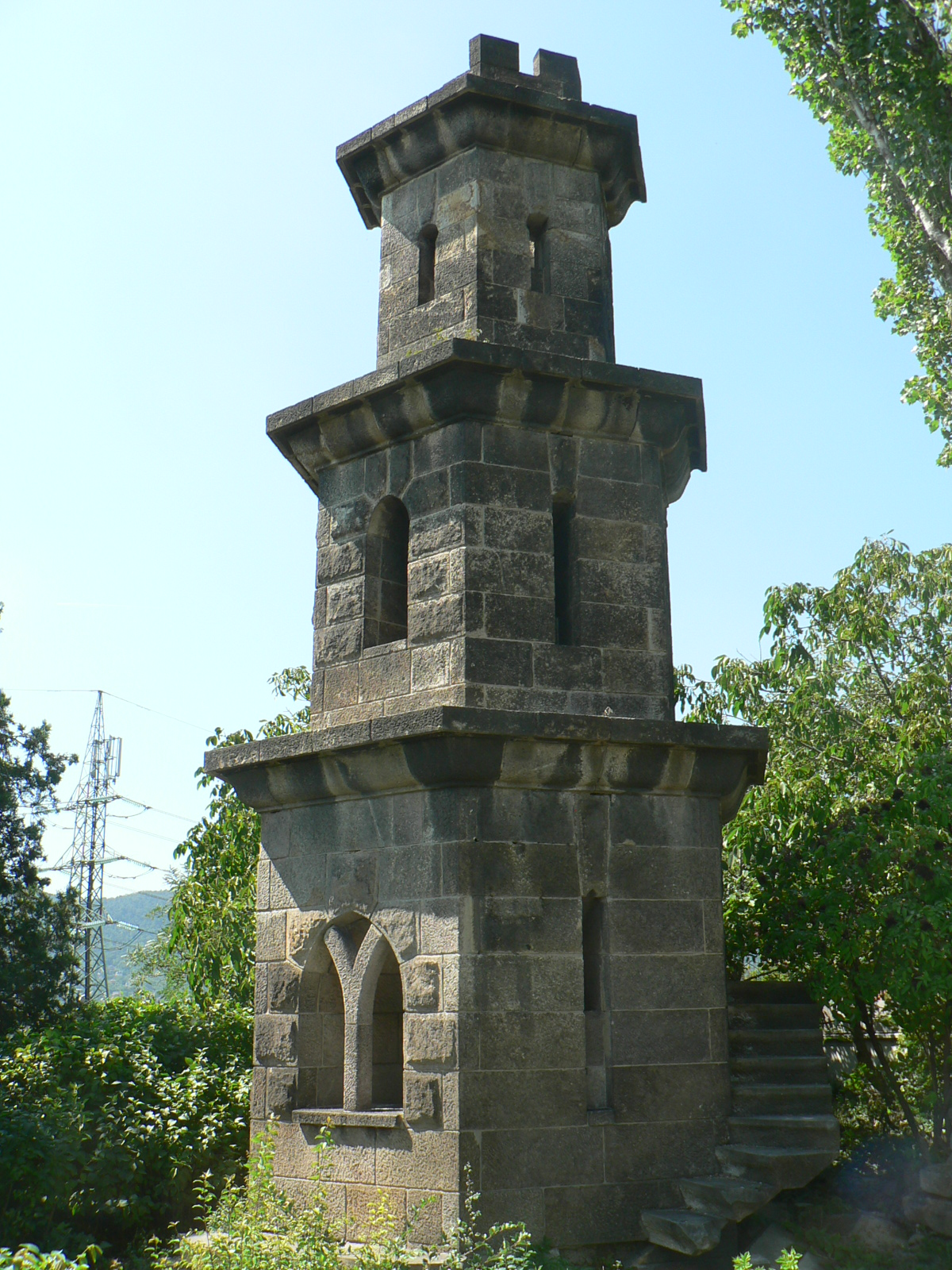
A Pogány-torony Budapesten

Ezek a népek kiemelkedő szerepet játszottak a magyar nép, nyelv, műveltség, állam és nemzet születésében és alakulásában. A magyar nép történeti fejlődésének során kabar, jász, avar, onogur-bolgár, bolgár, besenyő, kun törzsek és néptöredékek keveredtek és olvadtak bele a magyar népességbe.
Magyarország évszázadokon át hadakozott a terjeszkedő Oszmán Birodalom ellen. A II. Lajos magyar király halálát követő trónviszály nyomán az ország három részre szakadt a XVI. században: az egyik rész Habsburg uralom alá került, a második rész lett a Keleti Magyar Királyság/Erdélyi Fejedelemség, a harmadik rész pedig a két vetélkedő királyságot elválasztó, a köztük való folytonos hadakozást megakadályozó területként az Oszmán Birodalom része lett (1541.VIII.29.) A Keleti Magyar Királyság az oszmánok szövetségese lett (1528.II. 29.). Az elkövetkező másfél évszázad erőteljes mindennapos kapcsolatai jelentős oszmán török befolyással jártak a magyar műveltségben és művészetben, a zenétől az ékszerekig és ruházkodásig, a mezőgazdaságtól a hadviselésig. (Új növények honosodtak meg a növénytermesztésben /például törökbúza, vagyis kukorica, a törökbors, vagyis a paprika/, felvirágzott a gyümölcs-, virág- és szőlőkertészet, elterjedt a nyílt erjesztésű borkészítés, a pekmez, vagyis mustméz, a lekvárkészítés, meghonosodott a dohánytermesztés és vele a dohányszívás szokása is, a kávé, az állattartásban megjelent az arab fajtájú ló, ismét elterjedt a szablya használata a hadviselésben, a keleties jellegű magyar úri viselet, amely a díszmagyar alakjában a XX. századig fennmaradt stb.) A XVII. század utolsó harmadában kiújult a küzdelem a törökök és a Habsburgok közt. Ezeknek a csatározásoknak Magyarország területe volt a fő színtere. A további oszmán területi terjeszkedés kísérlete elbukott, és végül a Habsburgok visszafoglalták a magyar területeket. Azonban a nemesség köreiben komoly ellentét bontakozott ki: számosan voltak olyanok, aki úgy vélték, hiba az oszmán szövetséget felcserélni a közvetlen Habsburg uralomra. Egy jelentős csoport teljes függetlenségre törekedett, de a török függést elviselhetőbbnek és elfogadhatóbbnak látta, mint a Habsburgok uralmát. (Ebben közrejátszottak a Habsburg seregek által Erdélyben a XVII. század során véghez vitt óriási kártételek és pusztítások is.) Thököly Imre szabadságmozgalma és a Rákóczi-szabadságharc jelentette e törökösség csúcspontját. Ahogy az látható, a törökös irányultság hosszú hagyománnyal rendelkezik Magyarországon.
A törökösség az 1848–49-es forradalom és szabadságharc nyomán született újjá. A szabadságharc során a Habsburgok megtámadták Magyarországot, és több kisebbsége is az ország ellen fordult. Komoly összecsapások történtek a magyarok és a kelet-magyarországi oláhok és a déli szerbek közt. Igen komoly magyarok elleni támadások történtek, amelyek oláhjárásokként és rácjárásokként kerültek be a magyar emlékezetbe. Jellasics József horvát bán horvát seregekkel támadta az országot. A szabadságharcot mindezek ellenére is csak Oroszország katonai közbelépésével sikerült végül leverni.
Ezek a fájdalmas események alapjaiban változtatták meg a magyarok szemléletét: veszélyben és kiszolgáltatottan kezdték érezni magukat saját hazájukban. Ettől az időtől a pángermanizmust és pánszlávizmust a magyarok és országuk létét fenyegető igen komoly veszélynek tekintették. A Habsburgok vetélytársai és ellenségei – Törökország, az olaszok, sőt a poroszok – felé fordultak támogatásért és segítségért. A magyaroknak elemi érdeke volt egy szilárd, erős és barátságos Törökország, amely képes meggátolni az orosz és/vagy Habsburg terjeszkedést a Balkánon.
A szabadság és függetlenség visszaszerzésére tett magyar lépések és kísérletek nem bizonyultak gyümölcsözőnek. Ezzel egyidejűleg a Habsburgok képtelenek voltak megszerezni a vezető szerepet a német unióban, és Németországot végül porosz vezetés alatt egyesítették. A Habsburgok elszámított politikai és katonai lépéseikkel birodalmukat az összeomlás szélére sodorták. Ez vezetett el az 1867. évi osztrák-magyar kiegyezéshez. A kiegyezés magyar támogatói többek közt azzal érveltek, hogy a megrogyott és legyengült Ausztria már nem jelent veszélyt és fenyegetést a magyarokra, de segíthet megakadályozni a szláv terjeszkedést.
A kiegyezés ellenére a magyarok igencsak vegyes érzelmekkel viseltettek eme régi-új osztrák szövetségeseik iránt. A közvélekedést jól kifejezi Mikszáth Kálmán egy 1877-es újságcikkében: „… nekünk most is megmaradt azért érintetlenül a százados tapasztalás, hogy igenis, huncut a burkus is, de azért mégis nagyobb huncut a »mi németünk«… Az osztrák sasnak csak azért rendelt két fejet rendelkezésére az ős fantázia, hogy Magyarországot gyorsabban megehesse.”
1876. június 20-án a szerb és montenegrói csapatok átlépték a török határt a Hercegovinában és a bolgárok közt kitört felkelés erejében bízva. A bolgár felkelés gyorsan elbukott, a szerbeknek mind a Niš, mind a Bosznia elleni hadművelete összeomlott és 1876 augusztusára Kelet-Szerbia a törökök kezére került. Az aleksináci csatában (augusztus 11.) Szerbia súlyos vereséget szenvedett. Ezt újabb vereség, az adrováci (augusztus 21.) követte, és a Morava-völgy védővonalainak eleste. A törökök közben október 17-én bevették Djuništ, ezzel megnyílt a Belgrád felé vezető út. Másnap Oroszország ultimátumot juttatott el a törököknek: ha 48 órán belül nem szüntetik be az ellenségeskedést, megszakítja velük diplomáciai kapcsolatait. A Porta ennek nyomán két hónapos fegyverszünetet kötött a szerbekkel, október 21-én.
Oroszország 1877. április 24-én üzent hadat az Oszmán Birodalomnak (lásd: orosz–török háború (1877–78)). Az európai nagyhatalmak a Konstantinápolyi Konferencián (a konferencia 1876. december 23-tól 1877. január 20-ig tartott) hozott döntéseiket kívánták rákényszeríteni a törökökre, azonban ezt Törökország 1877. január 18-án visszautasította. Oroszország ezután üzent hadat a törököknek, április 24-én. A kezdeti török hadi sikerek után az oroszok számbéli fölénye javukra billentette a háború menetét. A két fél 1878. január 31-én fegyverszünetet kötött, de az orosz csapatok továbbvonultak Isztambul felé, s csak a brit hadiflotta megjelenése akadályozta meg a város orosz megszállását. A más nagyhatalmak nélkül kötött békeszerződést március 3-án írták alá a törökországi San Stefanóban, létrehozva Nagy-Bulgáriát, és korlátlan orosz befolyást biztosítva a Balkánon. A nagyhatalmak heves ellenzése miatt az itt megvont határokat a berlini kongresszuson újrarajzolták.
A magyar közvélemény nyíltan a törököket támogatta, míg számos más országban az erőteljes orosz törökellenes propaganda nyomán törökellenes hangulat uralkodott el. A magyar politikai vezetők ellenezték Törökország gyengítését és a Balkánról történő kiszorítását is, tartva Szerbia és Montenegró térnyerésétől, a magyar érdekekre káros pánszláv veszély fokozódásától.
„A törökök hősies ellenállása és véres küzdelmei Plevnánál s a Balkán-hegyi Sipka-szorosnál, lángra gyújtották a magyar-török testvériség és érdekközösség érzését. A magyar közvélemény hangosan követelte a beavatkozást, a törökök megsegítését.”
Az Oszmán Birodalomhoz való viszony egészen az első világháború előestéjéig feszültséget okozott az Osztrák–Magyar Monarchia két tagországa, illetve a birodalom népei közt. Mint az korábban már említésre került, a magyarok sajátos helyzetük és érdekeik okán barátságosan közelítettek a törökökhöz. Ezzel szemben a Habsburgok szívesen terjeszkedtek volna a törökök kárára a Balkánon, mert e terjeszkedéstől a birodalom pénzügyi és gazdasági problémáinak enyhülését és a magyarok helyzetének gyengítését remélhették. A birodalom szláv nyelvű lakosságának pánszláv politikai mozgalmai –a főleg a csehek közt kedvelt ausztroszlávizmus és a főleg szerbek és horvátok közt kedvelt jugoszlávizmus egyaránt– támogatták a terjeszkedés gondolatát, mert az a megszerzendő területek szláv nyelvű lakosságának birodalmi polgárokká válásával számukra előnyösen változtatta volna meg a nemzetiségi viszonyokat. (E kérdéshez kapcsolódik a Nagy-ausztriai Egyesült Államok ötlete is.)
A németek szervezte berlini kongresszus jelentős változásokat hozott a Török Birodalom és az európai nagyhatalmak közti viszonyban is. Nagy-Britannia, látva, hogy a török állam már alkalmatlan a brit érdekeket sértő orosz terjeszkedés meggátlására, feladta ezidáig követett, az oszmán állam egységét és épségét támogató irányelvét. Ezt jól jelezte, hogy a berlini kongresszus nyomán a britek ellenőrzésük alá vonták Ciprust, majd 1882-ben erre a sorsra jutott Egyiptom is. A kongresszus döntése után az Osztrák–Magyar Monarchia harminc évre megszállhatta Bosznia-Hercegovinát és a novi pazári szandzsákot, de ez a lépés nem élvezte a magyar közvélemény támogatását, s végül Andrássy Gyula külügyminiszter lemondásához vezetett. A kongresszuson és azt követően a németek vették át a britek korábbi szerepét, s álltak ki határozottan a Török Birodalom egységének és épségének megóvása mellett, mivel azt az európai nagyhatalmi erőegyensúly megőrzése és a további közel-keleti brit terjeszkedés megakadályozása zálogának tekintették. E német magatartás következtében gyorsan erősödött a német-török gazdasági és katonai együttműködés, egyre szorosabbá vált a szövetségesi viszony. Német katonatisztek, mint Colmar von der Goltz segítettek az oszmán sereg korszerűsítésében és német fegyvergyárak, mint a Mauser és a Krupp látták el korszerű, új fegyverekkel. A Németországban megforduló nagyszámú török diák és katona új nacionalista szellemet hozott haza. Törökországban is felbukkant a korábban az Orosz Birodalom török nyelvű népei közt megjelent turanizmus és ennek szűkebb, nagytörök változata, a pántürkizmus, valamint a pániszlamizmus is. A török nacionalizmus erősödésében komoly szerepet játszott az is, hogy saját politikai céljaik érdekében mind a britek, mind az oroszok tervszerűen szították az Oszmán Birodalom népeinek versengő nacionalizmusait és a felekezeti feszültségeket is. Az örmény, kurd, arab és görög nacionalizmus erősödése szülte lázadások és forradalmi mozgalmak a birodalom széthullásával fenyegettek, ellenhatásként erősítve a török reformmozgalmat és nacionalizmust, így született az ifjútörök mozgalom is.
A turanizmus törökországi térnyerését akadályozta, hogy 1878 után a birodalom lakóinak döntő többsége már muzulmán volt, s a török szultán, aki egyben az iszlám kalifája is volt, a pániszlamizmust alkalmasabbnak vélte a többnemzetiségű birodalom összetartására. A turánizmus és a pántürkizmus leginkább a világi államot és alkotmányos berendezkedést kívánó reformmozgalmak képviselői közt vált népszerűvé.
Bár az 1848-49 évi szabadságharc után legkevesebb 6000-10000 magyar menekült Törökországba, ott új otthont találva, s a magyarok és törökök közti szimpátia jól látható volt, amit tovább erősített az olyan közismert magyarok, mint Vámbéry Ármin és Széchenyi Ödön tevékenysége is, a Monarchia kapcsolata az Oszmán Birodalommal nem volt igazán baráti. A viszonyt terhelte Bosznia-Hercegovina megszállása és a Monarchia törökellenes külpolitikája. Bár az Osztrák–Magyar Monarchia és a Német Birodalom között 1879-ben létrejött a Kettős szövetség, a Monarchia gyakran szembement a németek oszmánbarát politikájával. Ennek jó példája volt az 1896-97-es krétai válság, minek során a Monarchia a németekével ellentétes álláspontot képviselt. A lassan javuló viszonyt majdnem végképp tönkretette, hogy az 1908. június kilencedikén VII. Eduárd brit király és II. Miklós orosz cár által kötött revali egyezmény következtében kitört ifjútörök forradalom kínálta alkalmat megragadva a Monarchia magához csatolta Bosznia-Hercegovinát és támogatta Bulgáriát Kelet-Rumélia bekebelezésében és függetlenségének kikiáltásában. Végül Törökország és a Monarchia viszonyát az 1909. február 26-án aláírt osztrák-magyar–török egyezmény rendezte, aminek értelmében a Monarchia két és fél millió török aranylírát (a törökök aranyalapú pénzügyi rendszerében egy líra aranytartalma 6,6134 gramm volt) fizetett ellentételezésként, szavatolta a muzulmánok számára a szabad vallásgyakorlatot és a vallási intézmények szabad működését, a lakosok pedig, amennyiben kívánták megtarthatták török állampolgárságukat.
A birodalom lassan csituló belső zavarait Olaszország az észak-afrikai török birtokok megszerzésére akarta kihasználni. Ez vezetett az olasz-török háború 1911. szeptember 29-i kitöréséhez. Bár az olaszok gyors győzelemben reménykedtek, a háború végül hosszan elhúzódott és igen tetemes költséggel járt, s csak 1912. október 18-án zárult le. Következményeként az Oszmán Birodalom elvesztette Tripolitánia vilajetet. Az olasz-török háborút a Balkán-szövetség tagjai – mind korábbi birodalmi tartományok vagy csatlósállamok – az Oszmán Birodalom megtámadására, balkáni területeinek megszerzésére használták ki. Montenegró 1912. október 8-án üzent hadat a törököknek, ezzel kitört az első Balkán-háború. 1913 tavaszára a háború török vereséggel ért véget, s az oszmánok elvesztették európai területeiket, csak Trákia egy részét tudták megtartani.
Ahogy az gyakran megesik, a győzők összekaptak a koncon; Macedónia felosztásán összevesztek a szerbek, görögök és a bolgárok, a nagyhatalmak pedig a londoni egyezményben megakadályozták az albán területek többségének bekebelezését és létrehozták az önálló Albán Királyságot. Mivel a macedón területek többsége Szerbiának és Görögországnak jutott, a bolgárok igényei, akiknek katonai ereje nélkül az oszmánok feletti győzelem lehetetlen lett volna, kielégítetlenek maradtak. Ennek okán a szerbek és görögök bolgárellenes szövetségre léptek. 1913. június 29-én a bolgárok megelőző csapást indítottak a szerbek és görögök ellen, ezzel kitört a második Balkán-háború.
Hamar kiderült, hogy a bolgár csapatok nem bírnak a számbéli fölényben lévő szerb és görög erőkkel. A bolgárok nehézségeit és Oroszország passzivitását látva Románia is belépett a háborúba és megtámadta Bulgáriát, hogy megszerezze Dobrudzsát. A bolgárok gyengeségét és szorult helyzetét kihasználva a törökök is beléptek a harcba és sikerrel vették vissza Drinápolyt.
A rövid háborút 1913. augusztus 10-én a bukaresti békeszerződés zárta le, rögzítve az új határokat.
Ezeknek a háborúknak komoly következményei voltak. Megbomlottak az évszázados szövetségesi viszonyok, Bulgária és Oroszország kapcsolata ellenségessé vált, Bulgária Németország felé fordult. Nagyszámú bolgár és macedón népesség került szerb és görög uralom alá, ami komoly elégedetlenséget szült, tovább szítva a nemzeti hevületet és visszavágásra sarkallva a bolgárokat. A törökök jelentős területeket vesztettek és nagyszámú török kisebbség maradt az elvesztett területeken, ami erősítette a nagytörök nacionalizmust és a turanista mozgalmat, Drinápoly visszaszerzése pedig segített megszilárdítani a birodalom belső viszonyait. A balkáni helyzet átalakulása miatt a németek már inkább a bolgárokat támogatták a törökök helyett. Bulgária és az Oszmán Birodalom békét kötött (isztambuli békeszerződés, 1913. szeptember 29.) és közeledett egymáshoz, szövetséget keresve (a szövetséget végül 1914. augusztus 19-én kötötték meg Szófiában). Törökország igyekezett távol maradni a további konfliktusoktól, hogy az ország belső helyzetét megszilárdíthassa, a gazdaságot megerősíthesse és korszerűsíthesse. Bár Pallavicini János, az Osztrák-Magyar Monarchia isztambuli követe már hosszabb ideje szorgalmazta azt, a hivatalos német-török szövetség csak az első világháború kitörése után, német kezdeményezésre, 1914. október 14-én jött létre, mikor a szultán végül aláírta az erre vonatkozó egyezményt. Így Bulgária és az Oszmán Birodalom is az Osztrák-Magyar Monarchia oldalán harcolt a világháborúban. Magyarországon örömmel fogadták e két új turáni szövetségest.
Az első világháború alatt a Turáni Társaság — megemelt kormánytámogatással és a működése feletti erőteljes közvetlen kormányzati befolyással — átalakult Magyar Keleti Kultúrközponttá, és feladata a szövetséges turáni népekkel és államokkal (főleg Törökországgal és Bulgáriával) való kapcsolattartás lett. A Kultúrközpont szervezte és bonyolította le a török diákcsere-akciót, melynek során 200 török, s mellettük még több bolgár, bosnyák és albán fiatal tanult magyar középiskolákban. Az ilyen programoktól várták a népek közötti testvériség érzésének megerősítését.

### Politikai turanizmus mint a magyar birodalmi gondolat ihletője
A politikai turanizmus az első világháborút megelőző évtizedekben a magyar birodalmi gondolat alapkövévé vált: a magyarság ázsiai gyökereit és a magyar nyelv belső-ázsiai nyelvekkel való szoros rokonságát hangsúlyozva ez a szellemi-politikai áramlat nemcsak a Balkánt, hanem a Kaszpi-tenger és a Pamír-hegység közötti ázsiai régiókat is a magyar gazdasági és kulturális behatolás célterületének tartotta. Ezen törekvéseket Teleki Pál így foglalta össze: „Keletre magyar! Nemzeti, tudományos és gazdasági téren keletre! … A magyar nemzet nagy és fényes jövő előtt áll, és bizonyos, hogy a germánság és szlávság fénykora után a turánság virágzása következik. Reánk, magyarokra, ez óriási ébredező hatalomnak nyugati képviselőire vár az a nagy és nehéz, de dicső feladat, hogy hatszázmilliós turánságnak szellemi és gazdasági vezérei legyünk.”

## A Habsburg összeesküvés-elmélet
A Habsburg összeesküvés-elmélet hívei szerint a Habsburgok azért támogatták a „finnugorizmust” hogy elvegyék a nemzettől történelmi múltját és ezzel megtörjék a magyarság nemzeti büszkeségét és ellenállását. Ennek a spekulációnak ellentmondani látszik, hogy Magyarországon Mária Terézia alatt vezették be a magyar történelem kötelező oktatását az 1777-es első Ratio Educationis tanügyi rendelettel. Azonban e rendelet elsődleges célja a Habsburg birodalom korszerűsítése és központosítása volt, s az addig egyházi irányítás alatt álló magyarországi oktatásügyet központi állami ellenőrzés és szabályozás alá vonta, birodalmi érdeket szolgálva. Ekkor tették kötelezővé a német nyelv oktatását, s a század elején kialakulni kezdő magyar tannyelvű oktatást megszüntetve a latin lett minden magasabb fokú oktatás kötelező nyelve.

„Épúgy, mivel senki sem vonja kétségbe, hogy a német nyelv birása a magyar ifjúságnak igen nagy hasznára van és későbbi életviszonya között csaknem nélkülözhetetlen, kiváló gondot kell majd fordítni a népiskolákban arra, hogy annak ismeretét minden tanuló különbség nélkül elsajátítsa.” In: Ratio Educationis. 1777. Első rész. LXXXIV. § IV. bekezdés

„Az 1791:16. törvénycikkely czéljának gyorsabb elérése végett, Ő királyi felsége helyeslésével határozzák a karok és rendek, hogy a magyar nyelv tanitása ez ország határai között ezentul rendes tantárgy legyen, hogy ily módon bizonyos idő lefolyása alatt lassankint közhivatalt az ország határain belül csak olyanok nyerjenek, a kik egyéb, rendesen elvégzett tanulmányaik mellett a hazai nyelv ismeretét is a tanárok bizonyitványával igazolni tudják.”

– 1790/91. évi XVI. törvénycikk

„Ő szent felsége biztositja a karokat és rendeket, hogy bármiféle ügyekre nézve idegen nyelv nem fog használtatni; hogy pedig a magyar hazai nyelv jobban terjedjen és csinosodjék, a gymnásiumokon, akadémiákon és a magyar egyetemen a magyar nyelv- és irástan számára külön tanár fog beállittatni, hogy azok, a kik e nyelvet nem tudják s meg akarják tanulni, vagy a kik azt már tudják, magukat tökéletesiteni kivánják benne, alkalmat nyerjenek bármelyik irányban kivánságuk teljesedésére; a kormányszéki ügyek pedig most még latin nyelven lesznek tárgyalandók.”

– 1792. évi VII. törvénycikk

A Magyar Királyságban a latin volt minden magasabb fokú oktatás tannyelve 1844-ig. A magyart az 1844. évi II. törvénycikk 9. paragrafusa tette a közoktatás kötelező nyelvévé.
9. § Ő Felsége méltóztatott kegyelmesen rendeléseket tenni már az iránt is, hogy az ország határain belőli iskolákban közoktatási nyelv a magyar legyen.
A turanizmus Habsburgok általi, vagy a monarchia korabeli állítólagos elnyomásáról szóló modern legendáknak élesen ellentmond a tény, hogy a Turáni Társaság tagjai és támogatói között voltak magyar miniszterelnökök, frakcióvezetők, az ország vezető iparmágnásai, a magyar pénzügyi elit képviselői és a releváns újságok képviselői. 1916-ban a Turáni Társaság Magyar Keleti Kultúrközponttá alakult, és a Parlament felsőházi részében kapott helyet, önálló sajtóosztállyal és tudományos szakosztályokkal.
A Habsburg összeesküvés-elmélet csak az 1970-es évek közepén jelent meg. Alapja egy Trefort Ágostonnak tulajdonított idézet, amely Hary Györgynének a magyarországi kiadású Valóság című folyóirat 1976. évi évfolyama 10. számában megjelent „Kiegészítések egy nyelvvita történetéhez" című írásában bukkant fel. A sokszor felemlegetett idézet hitelességét azonban eddigelé nem sikerült igazolni. A vitatott hitelességű, eredetiben eddig fel nem lelt idézet szövege: „Én az ország érdekeit kell nézzem, és ezért a külső tekintély szempontjából az előnyösebb, a finnugor származás princípiumát fogadom el, mert nekünk nem ázsiai, hanem európai rokonokra van szükségünk. A kormány a jövőben csakis a tudomány ama képviselőit fogja támogatni, akik a finn-ugor eredet mellett törnek lándzsát.” Vagyis Trefort szándékosan, politikai érdekből igyekezett volna elfojtani a finnugor eredetnek ellentmondó tudományos kutatásokat. Ablonczy Balázs szerint az idézet kitalálója nemesedinai Zsuffa Sándor lehetett, akitől Hary Györgyné átvehette az idézetet. Több hivatkozás azonban Verrasztó József 1967-ben, Kolozsvárott kelt levelét említi meg legelső felbukkanási helyeként, ám a gépírásos formában terjedő, nagyjából 650 soros levelet Komoróczy Géza fikciónak tekintette.
Habsburg összeesküvésről beszélni szinte bizonyosan tévedés, azonban az tagadhatatlan tény, hogy a Habsburgok művelődés- és oktatáspolitikája (az ő szempontjukból érthető módon) a kezdetektől birodalmi érdeket szolgált és magyar nemzeti szempontból tekintve kifejezetten hátrányosnak nevezhető, a protestantizmus elleni XVII. századi erőszakos fellépéstől – aminek következtében a korábban nagy lélekszámú magyar nyelvű protestáns felekezetek (amelyeknél a hitélet nyelve is magyar volt, segítve a magyar nyelv megmaradását és fejlődését) kisebbségbe szorultak a katolikusokkal szemben – a folyvást megújuló németesítő-egységesítő törekvésekig. Nem véletlen, hogy e törekvések jobbára elbuktak a magyarok makacs ellenállásán.